# مقبرة 62

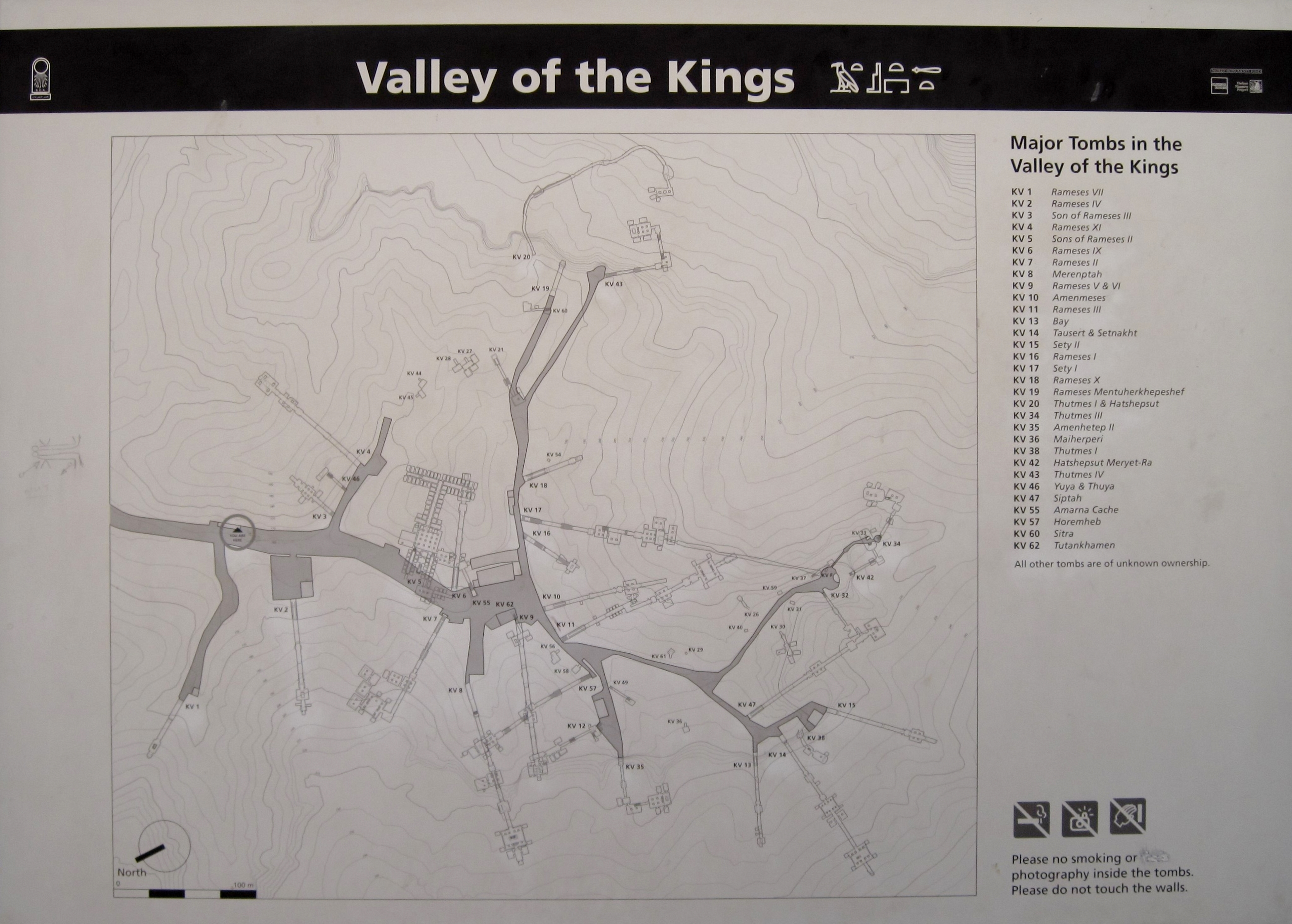
خريطة وادي الملوك.

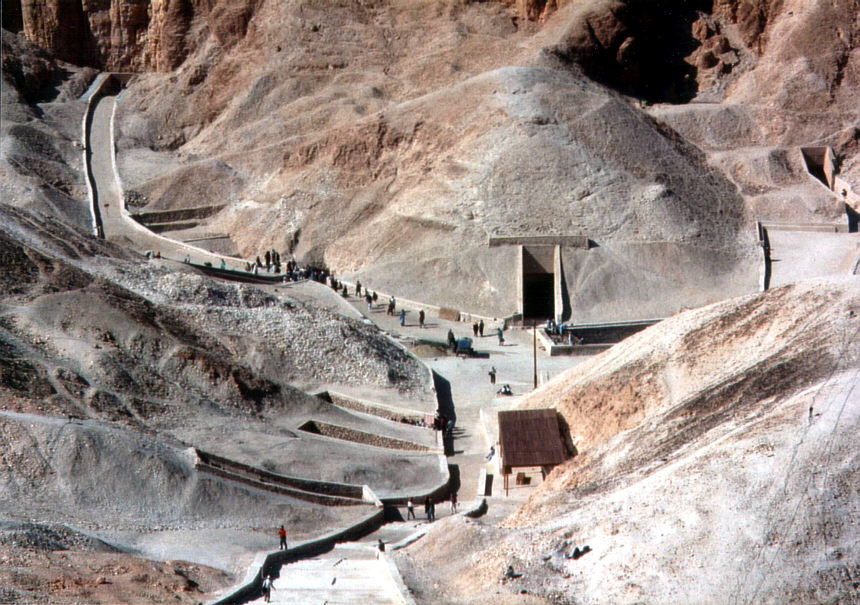
منظر عام للوادي الشرقي بوادي الملوك يظهر مدخل مقبرة توت عنخ أمون

مقبرة توت عنخ آمون أو مقبرة 62 حسب الترميز العلمي وتعرف عالميًا باسم (KV 62)، وهي المقبرة الخاصة بالفرعون توت عنخ آمون، تقع بوادي الملوك بمصر على ضفة الضفة الغربية الغربية المقابلة لمدينة الأقصر حاليًا.وقد نالت المقبرة شهرة عالمية واسعة لما احتوته من ثروات وكنوز عند اكتشافها، إذ تُعد المقبرة الوحيدة لملوك مصر القدماء التي وجدت بكامل محتوياتها ولم يسرقها اللصوص لا في العصور القديمة ولا الحديثة. اكتشفت عام 1922 على يد هوارد كارتر تحت أنقاض أكواخ العمال المبنية منذ عصر الرعامسة مما يدل على بقاء المقبرة على حالتها الجيدة، ولم تتعرض للعبث أو السرقة..."
مثلما حدث في باقي مقابر المنطقة في فترة تدهور عهد الرعامِسة وقيام دولة الكهنة بطيبة.
وجدت المقبرة مكدسة بالمتعلقات الملكية من دون ترتيب، وتمكن كارتر من التقاط صور لأكاليل من الزهور التي تفككت بمجرد لمسها في محاولة لنقلها خارج المقبرة، واستمر كارتر في تدوين ملاحظاته عن المقبرة، ووصف المتعلقات الملكية بها لمدة عقد كامل، حتى انتهى من نقل ما في المقبرة من متعلقات إلى المتحف المصري بالقاهرة.

## تاريخ المقبرة

### المقبرة 62 في القديم
كانت مقبرة توت عنخ آمون الموجودة في وادي الملوك مخصصة أصلا لأحد أعضاء العائلة الملكية، وربما كانت للوزير كبير السن آي الذي خلف توت عنخ آمون بعد وفاته، ولكن بسبب موت توت عنخ آمون المفاجئ في الصغر فقد أضيف إلى المقبرة حجرتان كبيرتان واكتملت بذلك المقبرة KV62 لتكون لتوت عنخ آمون، وإضافة تلك الغرفتين سريعا تدل على موت توت عنخ آمون المفاجئ.
أما «آي» الذي اعتلى العرش بعد موت توت عنخ آمون لمدة قصيرة فقد دفن في المقبرة WV23 التي كانت -من المرجح- مخصصة أصلا لتوت عنخ آمون، وقد وجدت النقوشات على حوائط مقبرة «آي» مماثلة تقريبا لنقوش حوائط مقبرة توت عنخ آمون.

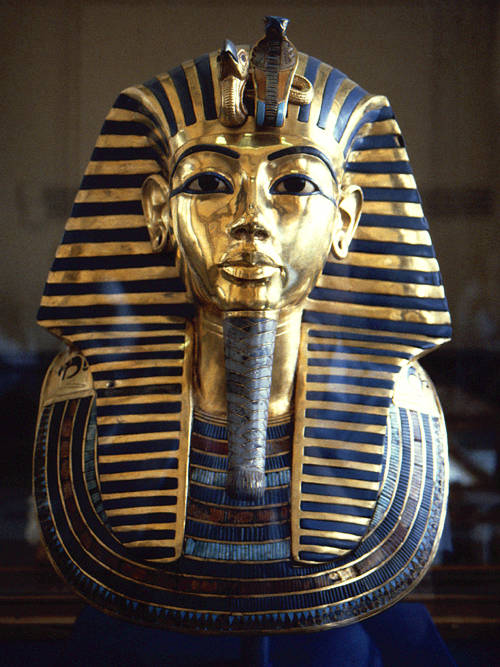
القناع الجنائزي لتوت عنخ آمون من الذهب الخاص ومرصع بالأحجار الكريمة.

ويرجح علماء الآثار أن مقبرة توت عنخ آمون قد دخلها اللصوص على الأقل مرتين بعد دفنه بوقت قصير وحاولوا سرقتها، وذلك لوجود عدة أختام على مدخل المقبرة، ووجود محتويات الغرفتين الكبيرتين مكومة بلا نظام، تدل على محاولة سرقة ثم إعادة غلق المقبرة وختمها من المسؤولين. كما وجد «كارتر» قوائمًا بمحتويات المقبرة ينقص بعضها في الموجودات مما يدل على سرقتها في القديم، ويبدو أن إعادة غلق المقبرة قد تم خلال عهد حكم حورمحب الذي خلف آي.
ونظرا لأن مدخل مقبرة توت عنخ آمون KV62 يقع تحت درج مدخل أحد مقابر الرعامِسة التي شيِّدت بعد ذلك، تحت مقبرة رمسيس السادس KV9، فقد غطت أنقاض تلك المقبرة وما بُني عليها من مساكن للعاملين مدخل المقبرة 62، وبذلك ظلت مقبرة توت عنخ آمون مختفية عن الأنظار آلاف السنين.

## تصميم المقبرة ومحتوياتها

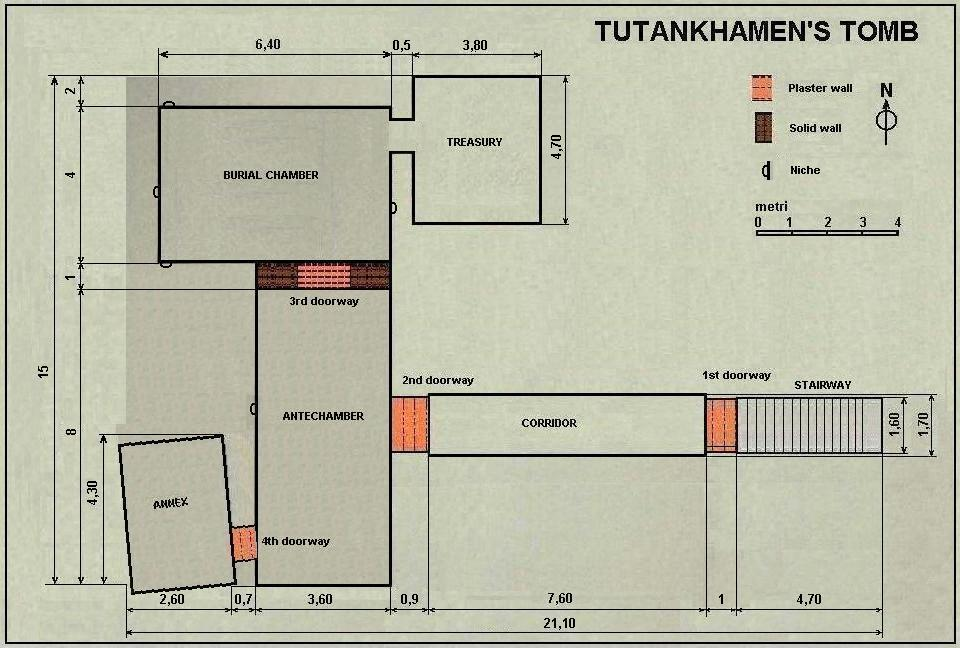
توزيع الحجرات من أعلى

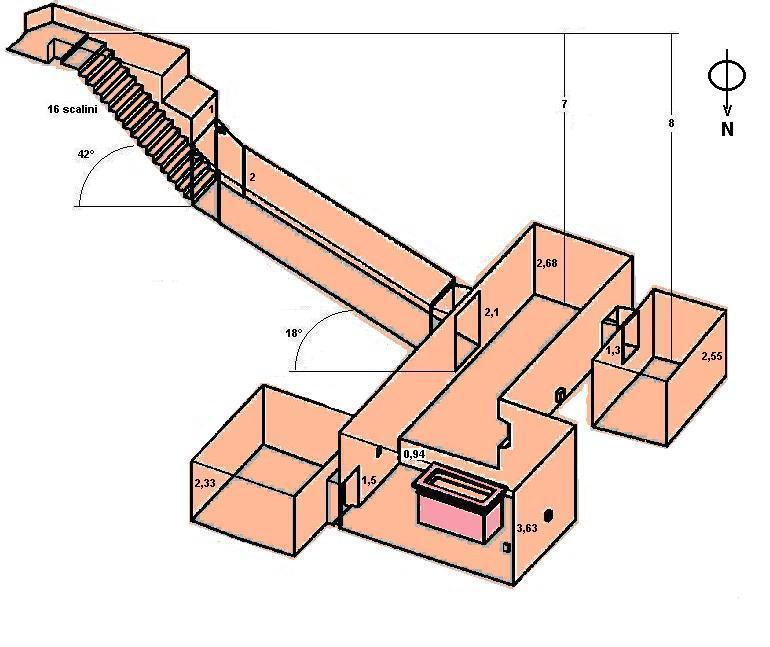
مقطع جانبي لمقبرة توت عنخ آمون.

تنقسم المقبرة إلى المدخل A بسلالم تتكون من 16 درجة، يتبعه دهليز مائل طوله 7 أمتار، ثم حجرة أمامية مستطيلة الشكل عرضية يبلغ طولها 8 متر وعرضها 67 و 3 متر، يتفرع منها في اتجاه الشمال حجرتان: حجرة التابوت وحجرة الكنوز. كما يتفرع من الحجرة الأمامية حجرة إضافية صغيرة نحو الغرب. حوائط المقبرة غير مزينة ماعدا غرفة التابوت، فعليها نقوش من كتاب الموتى وعدة صور تصور توت عنخ آمون في مقابلته للآلهة في العالم الآخر.
عُثر على 3500 قطعة من المحتويات موزعة في الغرف المختلفة، تعطينا فكرة عن طريقة المعيشة في القصر الملكي. فقد وجد كارتر الذي اكتشف المقبرة في عام 1922، وجد ملابس توت عنخ آمون وحلي ذهبية وأقمشة وعدد كبير من الجعران، وتماثيل، وكذلك أوعية ومواد للزينة وبخور، كما وجد قطع أثاث، وكراسي، ومصابيح بالزيت، وقطع للألعاب، ومخزونات غذاء، ومشروبات وأوعية ذهبية وفخارية، وعربات (كانت تجرها الخيول)، ومعدات حربية.
تعرض من موجودات المقبرة 62 نحو 1700 قطعة في المتحف المصري بالقاهرة، والقطع الأخرى مخزونة في المتحف، وبعض منها يعرض في متحف الأقصر.
بعض محتويات المقبرة تشير إلى حالة انتقال عصيبة التي مرت على مصر خلال فترة العمارنة، فترة عبادة آتون بدلا من آمون التي أتى بها إخناتون وتوحيد كل آلهة المصريين في الإله آتون، ثم عودة عبادة أمون بعد وفاة إخناتون وخلفه توت عنخ أمون الصغير، مثال على ذلك قطع في المقبرة تحنل اسم توت عنخ آتون، وقطع أخرى تحمل أسم توت عنخ أمون. رب ومات.

## الحجرة الأمامية

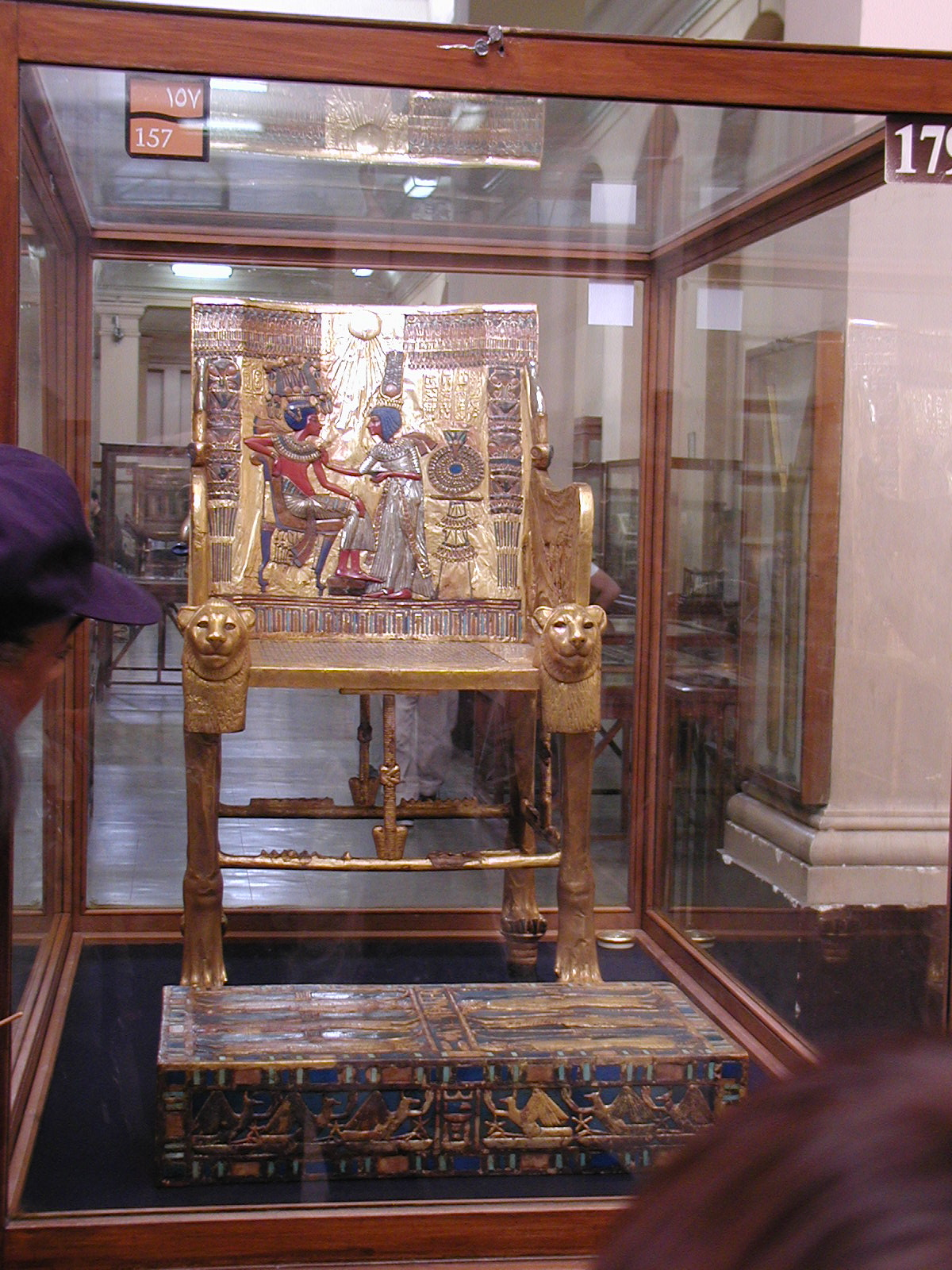
كرسي العرش لتوت عنخ آمون, بالمتحف المصري بالقاهرة.

وجدت ثلاثة أسرة على الناحية الغربية للحجرة الأمامية، ووجد كرسي العرش لتوت عنخ آمون تحت السرير الموضوع يسارا، وتبين النقوش على هذا الكرسي مشهد من مشاهد حقبة العمارنة، حيث تقوم زوجته «عنخ سنموت» بوضع قلادة على صدر توت عنخ أمون جالسا، وكلاهما مكتوب اسمه مع إلحاق لقب «زوجة الملك الكبيرة» باسم «عنخ سنموت». يتوسطهما فوق رؤسهما عين الشمس التي تمثل الإله آتون تمتد أشعة منها وتنتهي بمفتاح الحياة عنخ وتعطيهما الحياة. أما خلفية كرسي العرش فيحمل اسم «توت عنخ آتون» واسم الولادة لزوجته «عنخ سنب آتون» وهذا مطابق لفترة العمارنة.
ووجد تحت السرير الوسطي -وهو مشكل في هيئة بقرة- نحو خمسة وعشرين من القوارير كانت تحتوي على مأكولات من اللحوم لتغذية الملك في العالم الآخر، وأما السرير الثالث فكان مشكل على هيئة أسد.
كما وجد كارتر أجزاء من أربعة عربات كاملة في ركن الغرفة نحو جنوب الشرق، من ضمنهم عربتان للاحتفالات، ووجد كارتر تمثالين كبيرين، أكبر من المقاييس المعتادة، ملونان باللون الأسود ومزينان بالصفائح الذهبية يقومان بحراسة حجرة التابوت، وأمامهم صندوق مزين بمشاهد لتوت عنخ آمون أثناء حملات حرب في سوريا والنوبة.

## الحجرة الإضافية
الحجرة الإضافية (في الرسم أنيكس) تتتفرع من الحجرة الأمامية في أتجاه الداخل إلى ناحية الغرب، ويبلغ مساحته نحو 17 متر مربع، ووجد «كارتر» محتوياتها مكومة بلا نظام، من ضمن تلك المحتويات قطع أثاث من سرائر وكراسي ودواليب صغيرة، وعربتين حربيتين.

## حجرة التابوت

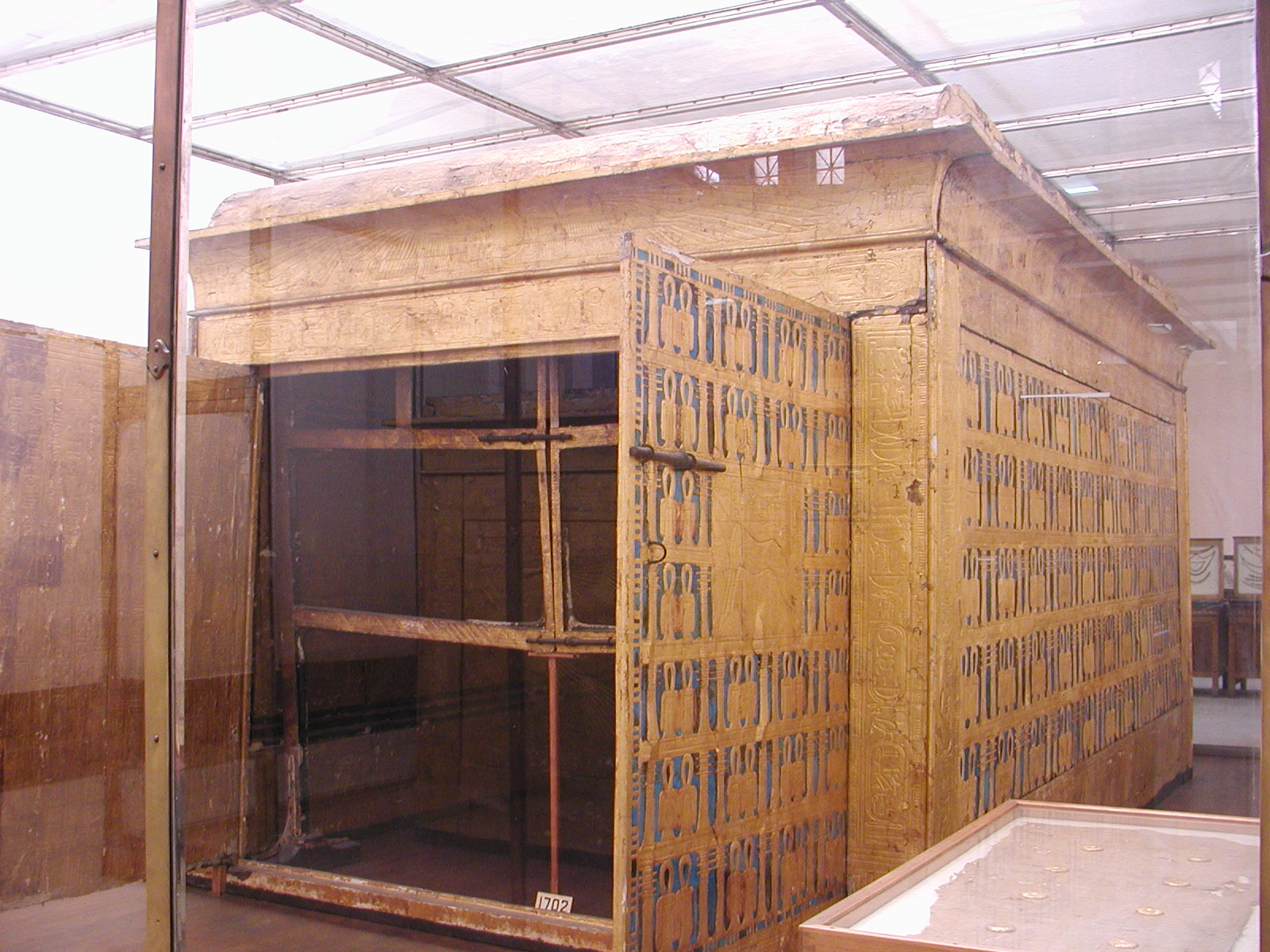
الدولاب الخارجي الكبير من أربعة دواليب مغطاة بالذهب للحفاظ على مومياء توت عنخ امون ، (المتحف المصري بالقاهرة).

تنخفض حجرة التابوت نحو متر واحد عن مستوى الحجرة الأمامية الكبيرة، وتحوي إحدى حوائط الحجرة تجويفا مربعا يغلقه ألواح من الحجر الجيري وقطع طوب سحرية دلالة على وظيفتها في المحافظة على مومياء الملك.

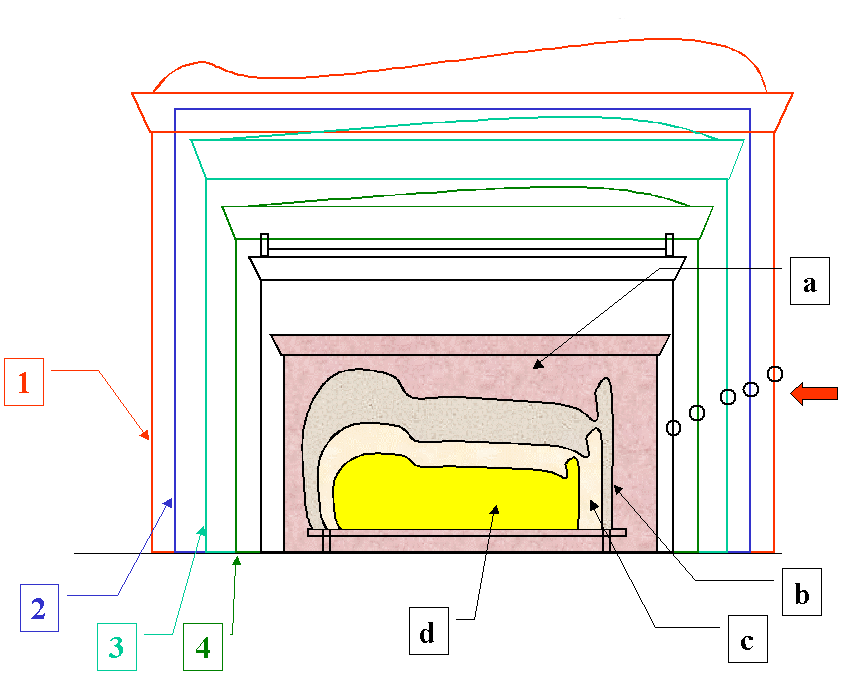
مقطع يبين توابيت توت عنخ أمون المتداخلة في الدولاب الكبير المذهب.

تحتوي حجرة التابوت على أربعة دواليب داخل بعضها البعض من الخشب المذهب ويحفظون تابوت من الكوازيت، مشكل على أركانه الأربعة آلهة مجنحة هم إيزيس ونفتيس وسلكت ونيث موضوع في تابوت الكوارزيت ثلاثة توابيت داخل بعضها البعض في هيئة إنسان، وكان أصغرها من الذهب الخالص ويحوي مومياء توت عنخ أمون. الدولاب الكبير يكاد يملأ الحجرة بالكامل حيث مقاييسه 5.08 x 3.28 x 2.75 متر، وسمكه 32، وقد ترك التابوت وفيه المومياء في المقبر 62 حتى الآن، يغطيه غطاء سميك من حجر الجرانيت.
وجد كارتر في التابوت ثلاثة توابيت متداخلة في هيئة الإنسان ومغطاة بصفائح الذهب، الداخلي منها من الذهب الخالص. أكبر التوابيت يبلغ طوله 224 سنتيمتر ومصنوع من خشب الأرز ومغطى بصفائح الذهب، والتابوت الأوسط مزين بالصفائح الذهبية ومرصع بالأحجار الكريمة، وأما التابوت الداخلي فكان من الذهب الخالص. يزن التابوت الذهبي 110 كيلوجرام من الذهب وعليه القناع الذهبي لوجه توت عنخ آمون، وداخل التابوت وجد كارتر نحو 150 من القلادات والأحجبة المزينة، بجانب الدولاب الكبير عثر على 11 مجداف خشبي لمركب الشمس، كما عثر على أواني تحتوي على بخور وعطور، ومصابيح زيت مزينة بشكل الإله حابي إله النيل.
عندما دخل كارتر غرفة التابوت وجد الدولاب المذهب الكبير يملأ الحجرة كاملا وبداخلة الدواليب الأخرى والتوابيت، ولكي يخرج كارتر التابوت من الحجرة اضطر لهدم الحائط الجنوبي بين حجرتي التابوت والحجرة الأمامية.

## زينة حجرة التابوت
جدران حجرة التابوت مزينة بمشاهد متتالية في اتجاه عقرب الساعة من كتاب الموتى، ومشهد مراسيم فتح الفم، ومشاهد من كتاب الآخرة (اموات)، وعدة مشاهد تصور توت عنخ آمون يقابل عددا من الآلهة ومن ضمنهم أوزوريس.
طبقا للنقوش تبدأ رحلة توت عنخ أمون إلى العالم السفلي بمشاهد من كتاب الموتى ممثلة على الحائط نحو الشرق، وتصف الكتابة الهروغليفية والرسومات الملونة الطقوس الجنائزية وما يختص بها من توابيت، كما تبين كبار القصر في ملابس بيضاء في حالة حزن.
يكتمل تزيين الحائط الشمالي بثلاثة مشاهد تبين استعداد الملك للانتقال إلى العالم الآخر. يصور المشهد الأول طقوس فتح الفم التي تجري لتوت عنخ أمون وهو في هيئة أوزوريس مع الوزير آي الذي يلبس التاج الأزرق (خبرش) المميز لملوك الأسرة الثامنة عشر كما يرتدي جلد نمر، مميزة لمقامه ككبير الكهنوت، ويذكر اسم «آي» مكتوبا داخل خرطوش دليلا على تقلده عرش فرعون بعد وفاة توت عنخ أمون، ويبين المشهد اليساري منه مقابلة إلهة السماء نوت مع توت عنخ آمون، ويتبعه مشهد مقابلة توت عنخ أمون مع أوزوريس، وهو يقابل توت عنخ أمون والـ كا تبعه ويصحبهما إلى العالم الآخر.
مرسوم عل الناحية اليسرى للحائط الغربي أجزاء من كتاب الآخرة، وهي تصف رحلة فرعون مصاحبا للإله رع في هيئة «خنفساء» في مركب الشمس، (كان المصريون القدماء يرمزون لـ رع بقرص الشمس أثناء النهار، ويرمزون له بالخنفساء أثناء الليل، ذلك لأنهم كانوا يعتقدون أن الخنفساء «تخلق» نفسها بنفسها، حيث كانوا يرونها تخرج من الرمال تدحرج كرة (مكورة كالشمس)، تلك الكرة هي عبارة عن بيضها محفوظ في شرنقة كروية الشكل تدفعها أمامها)، ومرسوم أسفل منها 12 قرد من نوع البافيان يمثلون الإثنى عشر ساعة لليل الذي سوف يعبره توت عنخ آمون في طريقة إلى الآخرة، طبقا لوصف كتاب الآخرة وما يجري في كل ساعة من احداث وما يقابل توت عنخ أمون خلالها.
تستمر النقوش الخاصة برحلة انتقال توت عنخ آمون إلى العالم السفلي على الحائط الذي أزاله هوارد كارتر لكي يخرج التابوت من المقبرة. يحيط بتوت عنخ أمون الإلهين أنوبيس وهاتور، وكذلك بصحبة إيزيس في مشهد لايوجد اليوم، ويستقبله آلهة أخرى في العالم السفلي.

## حجرة الكنوز

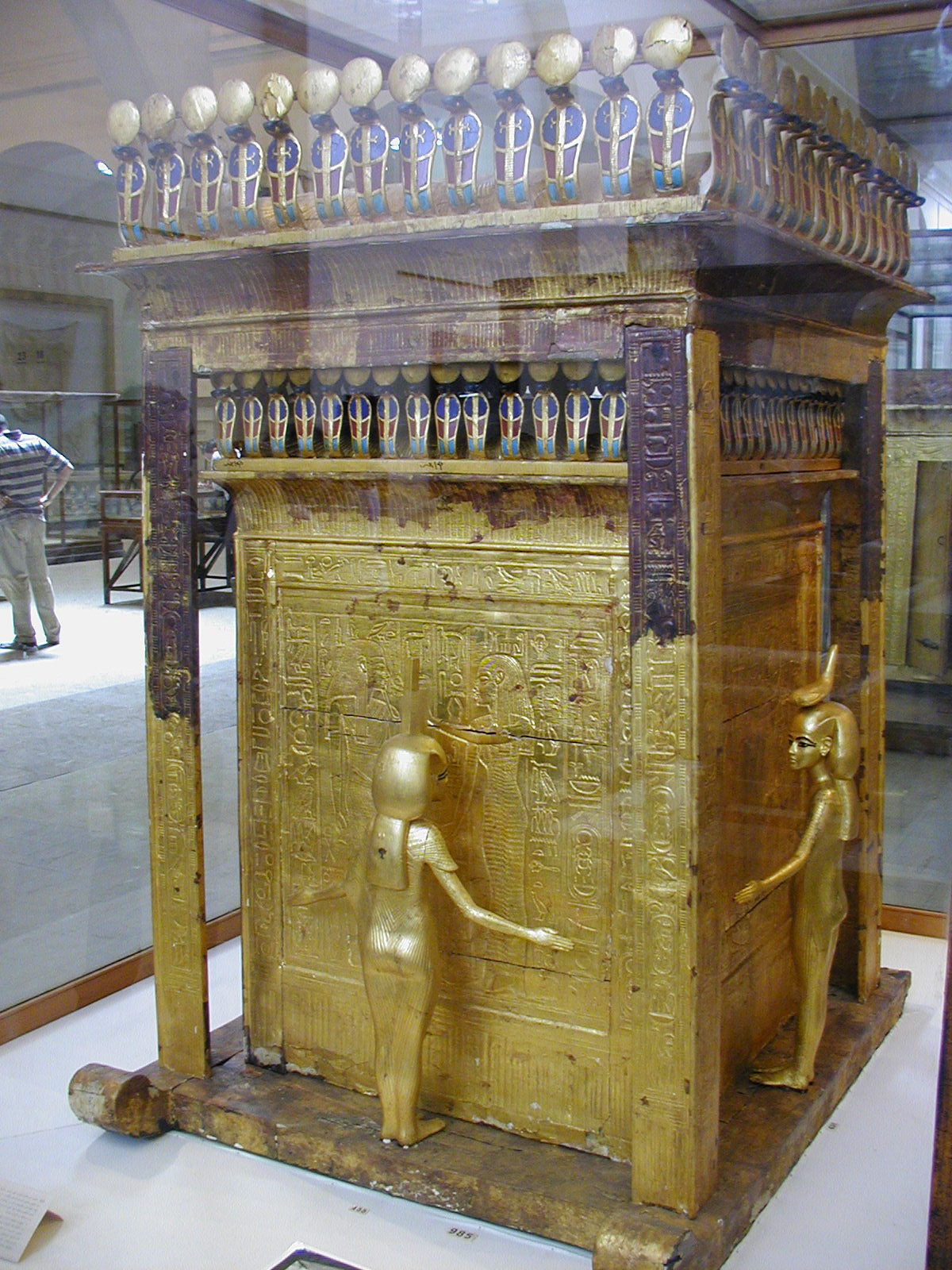
دولاب حفظ الأواني الكانوبية في مقبرة توت عنخ آمون.

كان من أهم ماوجد في الحجرة الجانبية الواقعة شرقيا من حجرة المومياء هو الدولاب المغطى بالذهب ويحتوي على الأربعة أواني الكانوبية الخاصة بحفظ الأحشاء الداخلية من توت عنخ آمون، الجزء العلوي من هذا الدولاب مزين بأشكال رؤوس مذهبة قائمة لافعى الكوبرا المقدسة لدى قدماء المصريين، كما يحيط بالدولاب ومثبتون عليه أربعة آلهة مذهبون رمزا لقيامهم بحماية محتويات الأواني الكانوبية، الأربعة آلهة هم: إيزيس ونفتيس وسلكت ونيث. يحتوي الدولاب بداخله على أربعة أواني كانوبية تحفظ فيها الأمعاء والكبد والرئتين والمعدة، محنطة بمواد للحفاظ عليها، وهي تلازم مومياء المتوفى لتعود إليه في العالم الآخر.
لكل من الأربعة أواني كانوبية المصنوعة من الألبستر غطاء منقوش في شكل أحد رؤوس أبناء حورس، وهم يقومون بالحفاظ على الأحشاء. يعتبر المصريون القدماء أن حورس أنجب أربعة أبناء هم: «حابي» و «أمستي» و «دوموتيف» (ومعناه «حامي أمه») و «كبحسنوف» (ومعناه «عاطي الشراب لأخيه»)، ووظيفتهم الرئيسية حماية أحشاء الميت.
كما عثر كارتر في الغرفة على تمثال ملون بالأسود ومغطى برقائق الذهب لشكل أنوبيس جالسا على الأربع (كان أنوبيس يتخذ شكل ابن آوى)، ومثبتا على كرسي محمول وله دور في الطقوس الجنائزية.
يمكن رؤية تلك الأشياء بالمتحف المصري.

## هوارد كارتريكتشف المقبرة

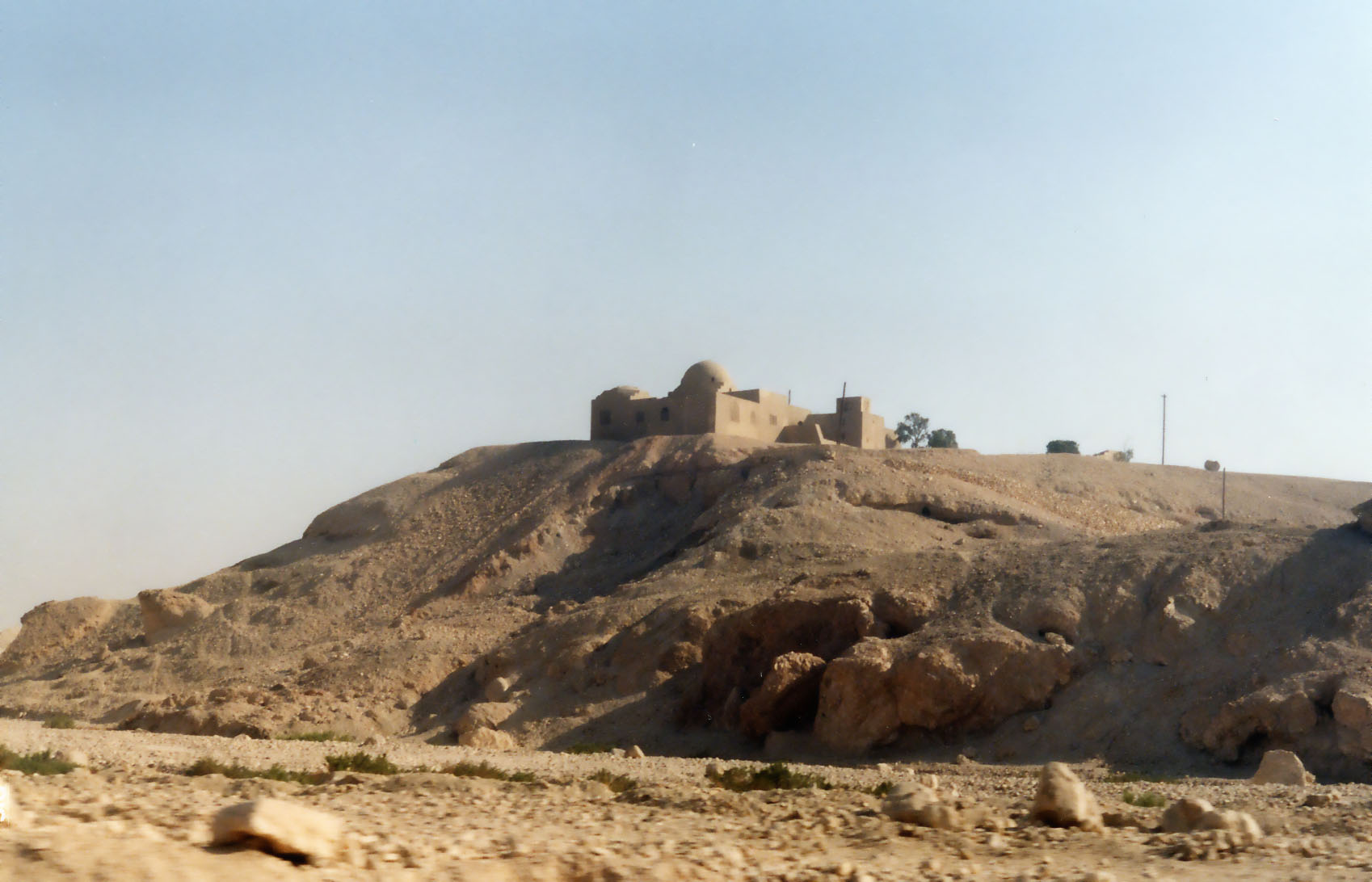
هوارد كارتر منزل كارتر في وادي الملوك.

اكتشف هوارد كارتر قبر توت عنخ آمون يوم 4 نوفمبر 1922، وكان يعمل بتمويل من أحد النبلاء الإنجليز «إيرل أوف كارنرفون» بعدما كان قد عثر بالقرب من المكان على قطع آثار عليها خرطوش توت عنخ آمون خلال بعثة 1905 - 1906، دلت على مكان مقبرة توت عنخ آمون في وادي الملوك مواد تحنيط وكوب عليه اسم توت عنخ آمون، كما عثر في عام 1909 على مقبرة الملك آي وكان فيها عربة حربية مذهبة، حيث كان «آي» هو أحد كبار القصر في عهد توت عنخ آمون وخلفه في الحكم بعد مماته، وكان باحث آخر وهو المحامي الأمريكي «ثيودور ديفيز» قد أعياه البحث عن قبر توت عنخ أمون وأنهى عمليات تنقيبه.

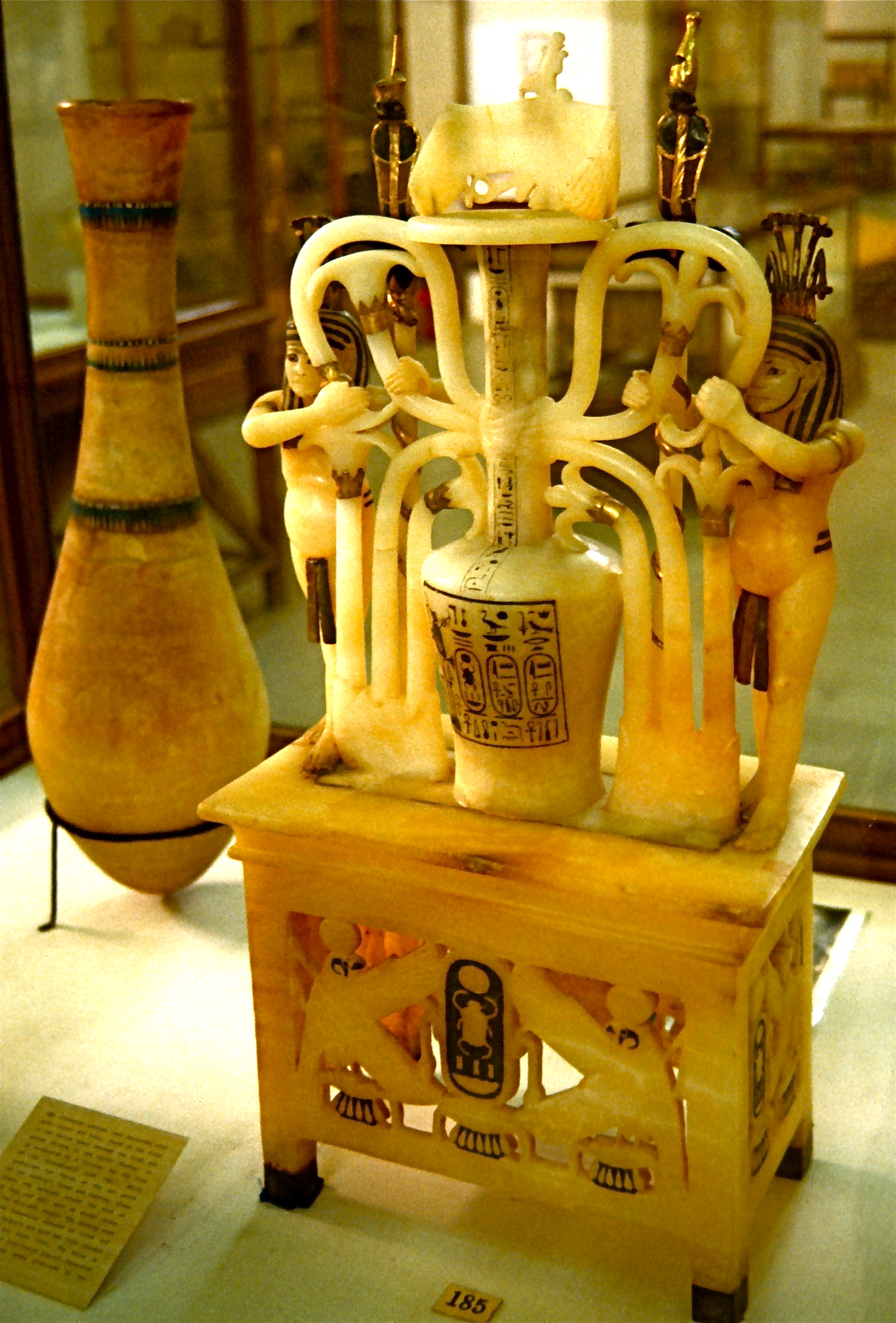
قارورة من الألبستر مشكلة لتعبر عن وحدة جنوب مصر وشمالها (بالمتحف المصري).

رد ديفيز تصريح بحثه على المقبرة إلى السلطات المصرية، وأسرع «كارنارفون» بالحصول على التصريح من مصلحة الآثار المصرية بأن يقوم بحفريات في وادي الملوك، ولم يستطع تنفيذ ذلك بسبب اندلاع الحرب العالمية الأولى فلم يبدأ في ذلك إلا في عام 1917. عثر كارتر بتوكيل من «كارنارفون» على بقايا مساكن لعمال قدماء بين مقبرتي رمسيس الثاني ورمسيس السادس بعد إزالة الأنقاض عنها، وركز عمليات تنقيبه على المنطقة القريبة منها، ولم ينجح كارتر في البدء فقرر كارنارفون في عام 1921 عدم تمويل أكثر من ذلك للمشروع، ولكن كارتر استطاع إقناع كارنارفون بالاستمرار في التنقيب وعثر في يوم 4 نوفمبر على عتبة سلم.
ثم عثر كارتر على 16 سلمة وازاح عنها ترسيبات من طين النيل وحطام صخور، فوصل إلى باب عليه أختام من العهد القديم: عدة طبعات أختام بيضاوية الشكل وعليها شكل انوبيس فوق تسعة سجناء، وهي تسمى «الأقواس التسعة»، وهو ختم القبور الملكية. ردم كارتر المدخل ثانيا بالرمل والأحجار وانتظر حضور من كلفه بالتنقيب فجاء كارناروفون وابنته «ليدي إيفيلين» يوم 23 نوفمبر 1923، ووصل كارتر مع مجموعة العمال المنقبين معه في عصر يوم 26 نوفمبر إلى مانع ثاني مختوم بعدة أختام، فقام بكسر فتحة صغيرة فيه وأدخل يده ماسكة شمعة، وتقريره عن ذلك في تلك اللحظة كان الآتي:
«في البدء لم أستطع رؤية شيء، وأتى علي هواء دافيء خارجا من الحجرة مما جعل شعلة الشمعة تترنح، وبعد أن تعودت عيناي على الظلام فبت أتبين ما بداخل الحجرة، حيوانات غريبة، وتماثيل وذهب -في كل ناحية بريق ذهب-».
بدأ أعمال التنقيب في المقابر 62 حتى عام 1932، حيث قام كارتر والمجموعة العلمية العاملة معه بتصوير جميع الموجودات وتدوينها في قوائم، من أجل هذا الغرض فقد نقلت القطع إلى مختبر أنشئ مؤقتا بالقرب من مقبرة سيسي الثاني، وقام «هاري بورتون» بتصوير وتدوين القطع بتفويض من متحف «متروبوليتان موزيوم أوف آرت» الأمريكي، وقد استغرق اخلاء محتويات الحجرة الأمامية نحو 50 يوما، وبغرض إخراج الدواليب الكبيرة والتابوت من حجرة التابوت اضطر كارتر بهدم جزء من المدخل المؤدي إلى الحجرة الأمامية وبذلك هدمت بعض المشاهد المرسومة وعليها الآلهة إيزيس وكانت تبين أيضا توت عنخ آمون مع أنوبيس والآلهة هاتور.

## المقبرة اليوم
بحلول عام 2007 تم فرض رسوم إضافية لدخول المقبرة غير تلك المفروضة لدخول وادي الملوك، كما تم تحديد عدد زوار المقبرة إلى 400 زائر يوميا. 
مع مطلع عام 2009 تم إنشاء تصميم ثلاثي الأبعاد مطابق للأصل على موقع مفتاح التراث (Heritage Key) يتيح لرواده زيارة المقبرة وتفقدها في إطار بيئة تفاعلية.

## بعض الصور

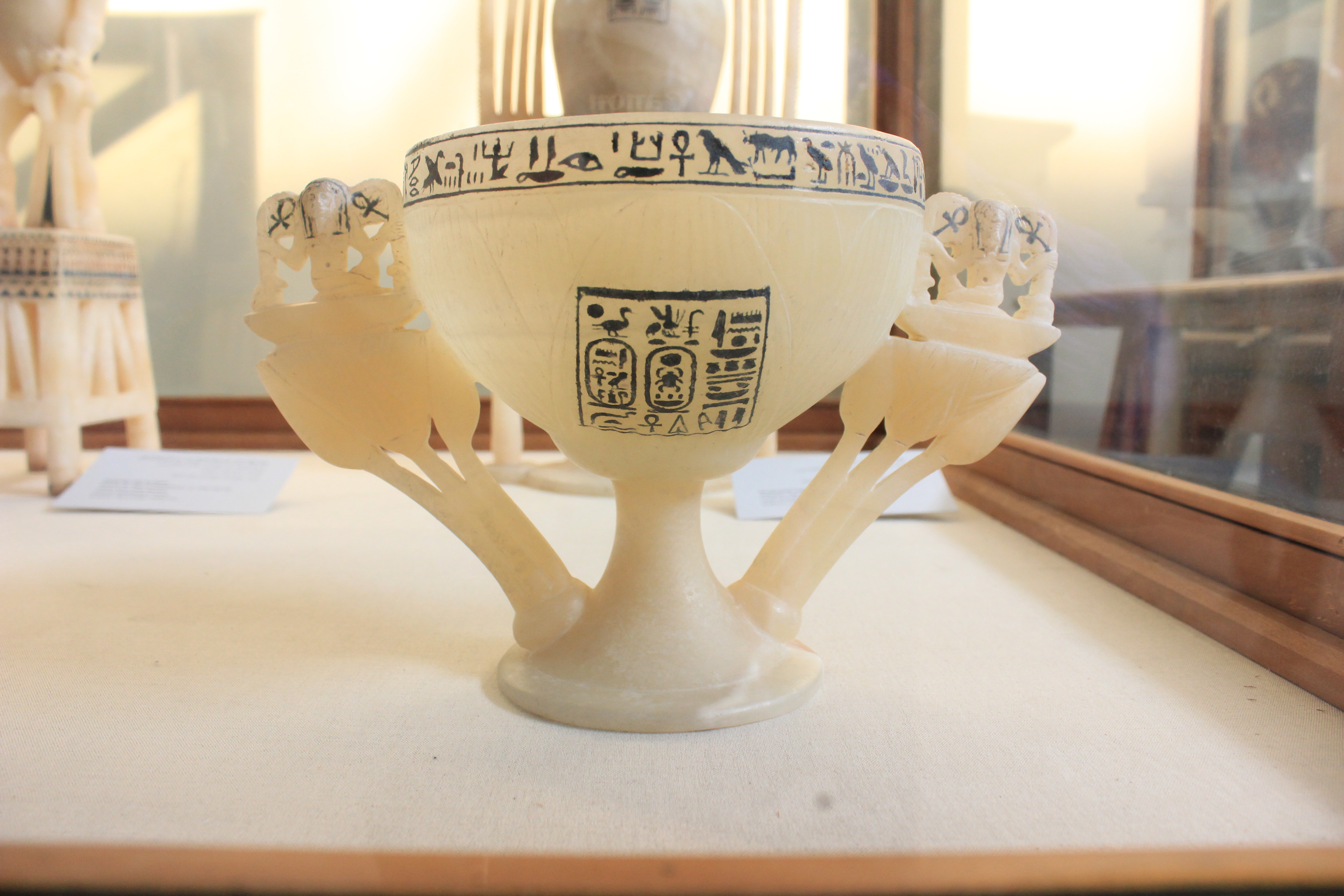
أنية لحفظ الدهان على شكل المعبود بس، رب المرح والموسيقى، الدولة الحديثة، توت عنخ آمون، 1336- 1327 ق.م.
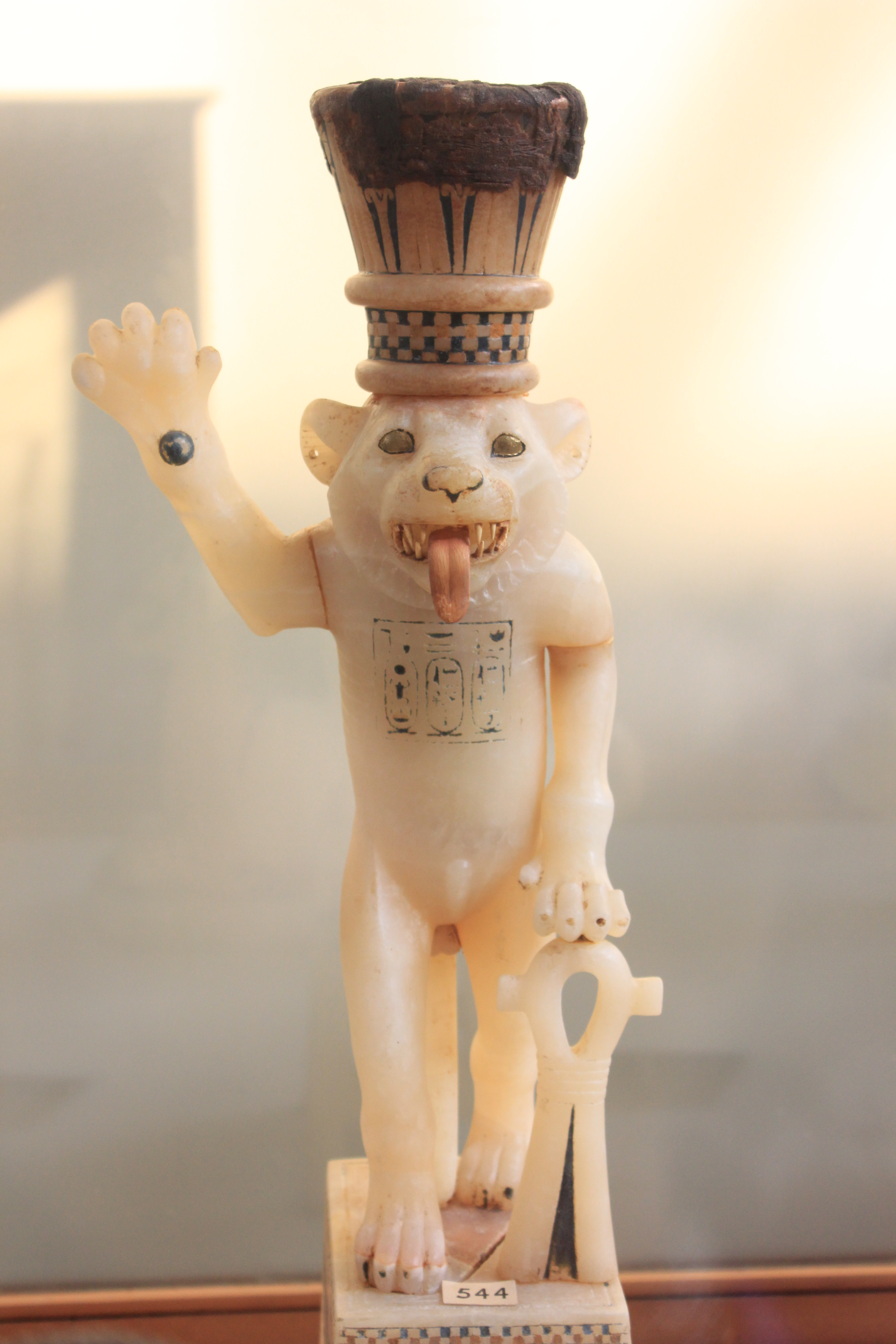
أنية لحفظ الدهان على شكل المعبود بس، رب المرح والموسيقى، الدولة الحديثة، توت عنخ آمون، 1336- 1327 ق.م.
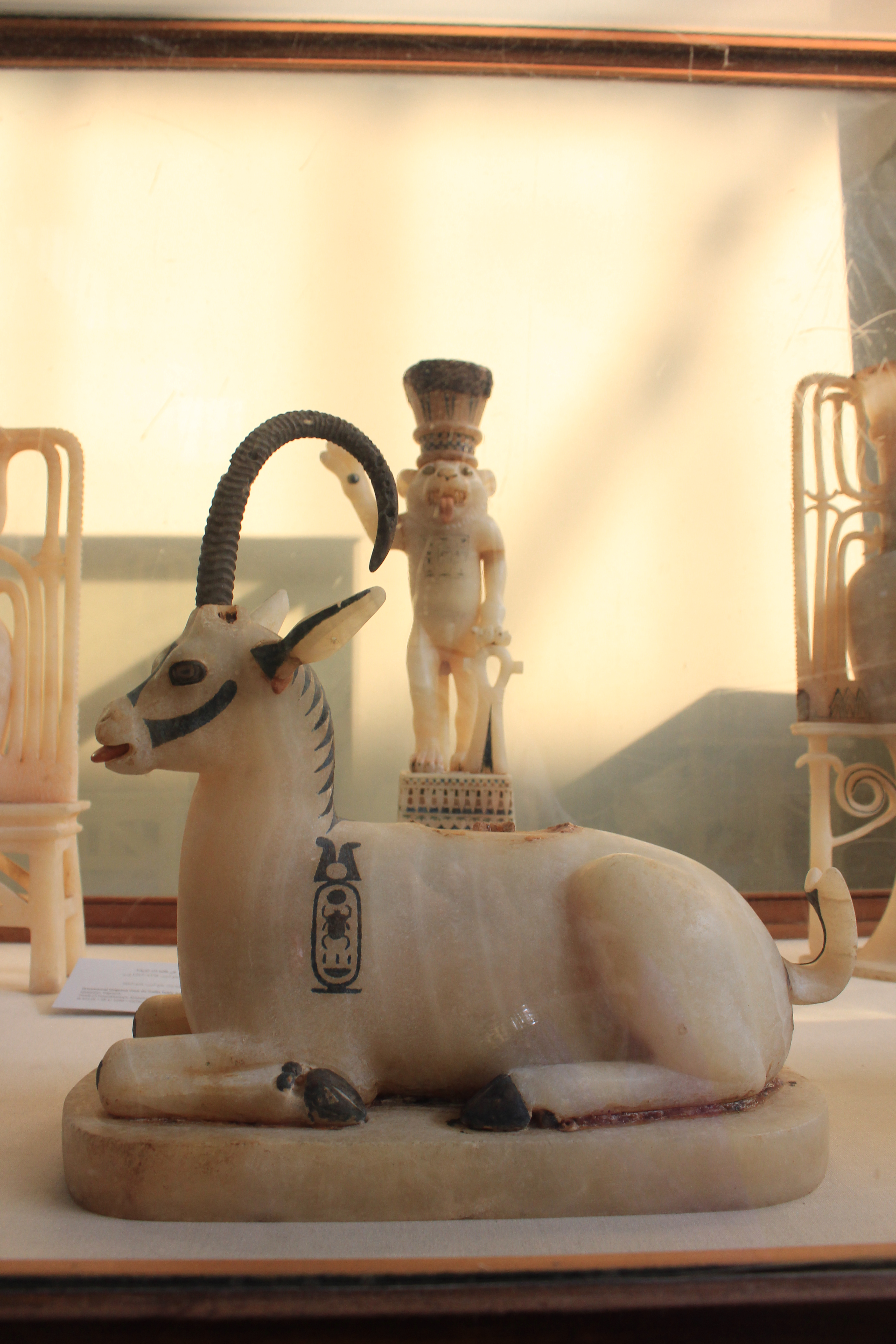
أنية لحفظ الدهان على شكل المعبود بس، رب المرح والموسيقى، الدولة الحديثة، توت عنخ آمون، 1336- 1327 ق.م.
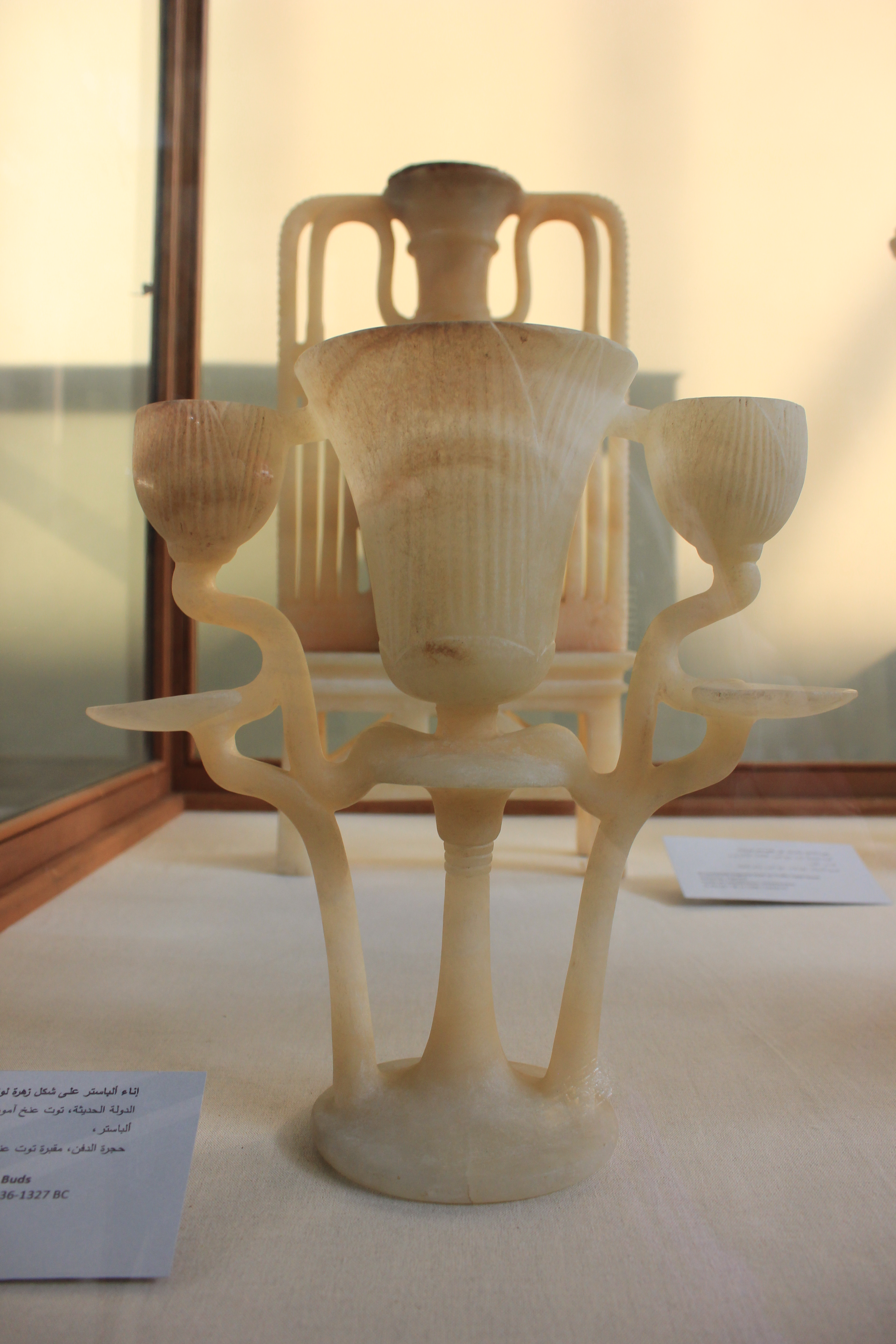
إناء ألباستر على شكل زهرة لوتس ذات برعمين، الدولة الحديثة، توت عنخ آمون، 1336- 1327 ق.م.
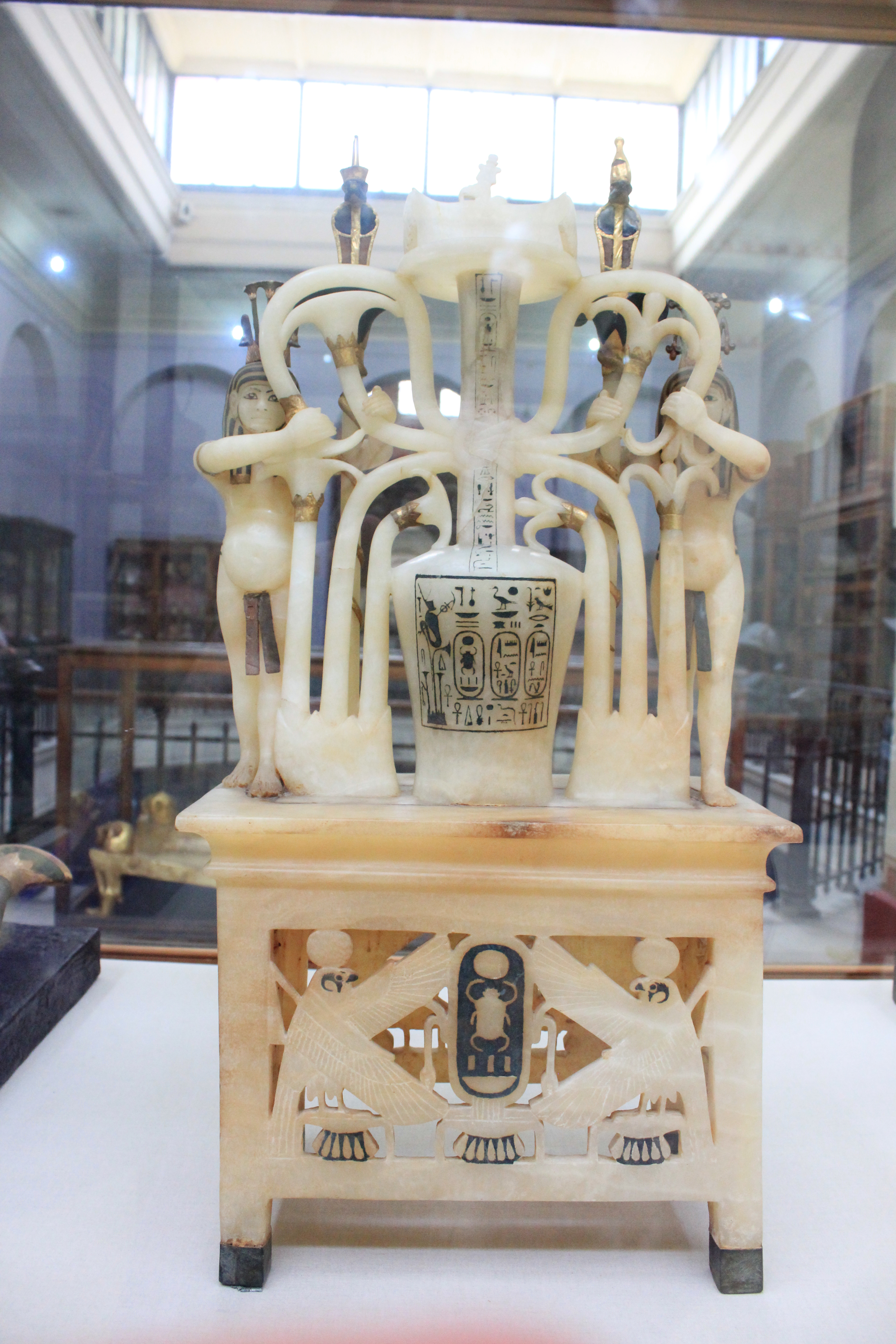
إناء ألباستر على شكل معبودي النيل يمكسا رمز التوحيد، الدولة الحديثة، توت عنخ آمون، 1336- 1327 ق.م.
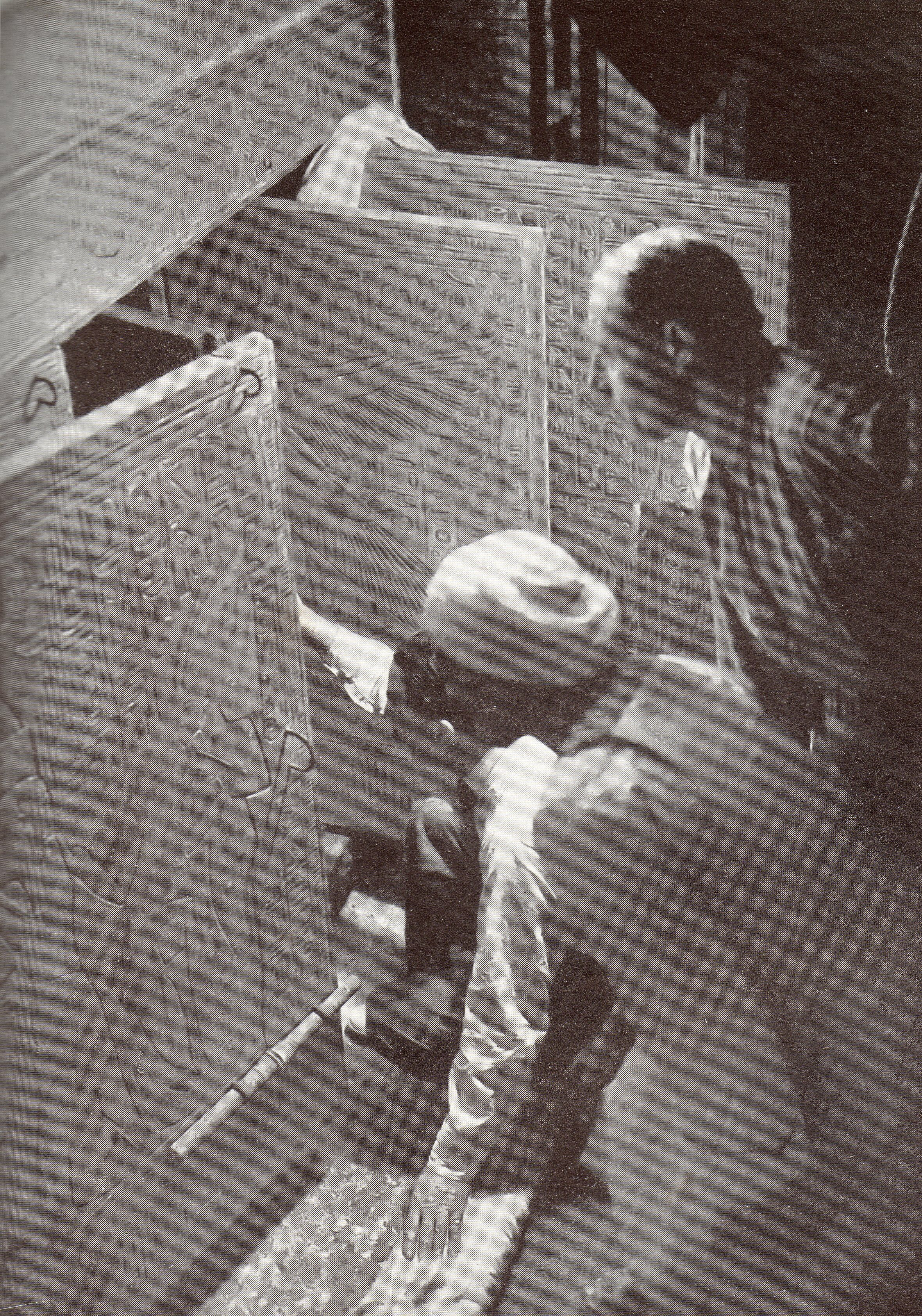
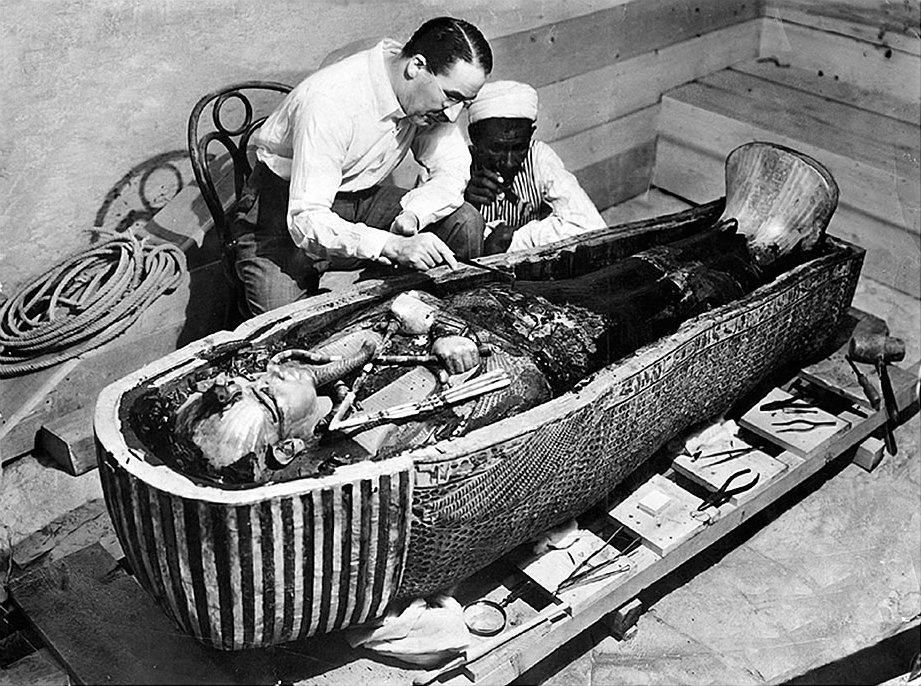
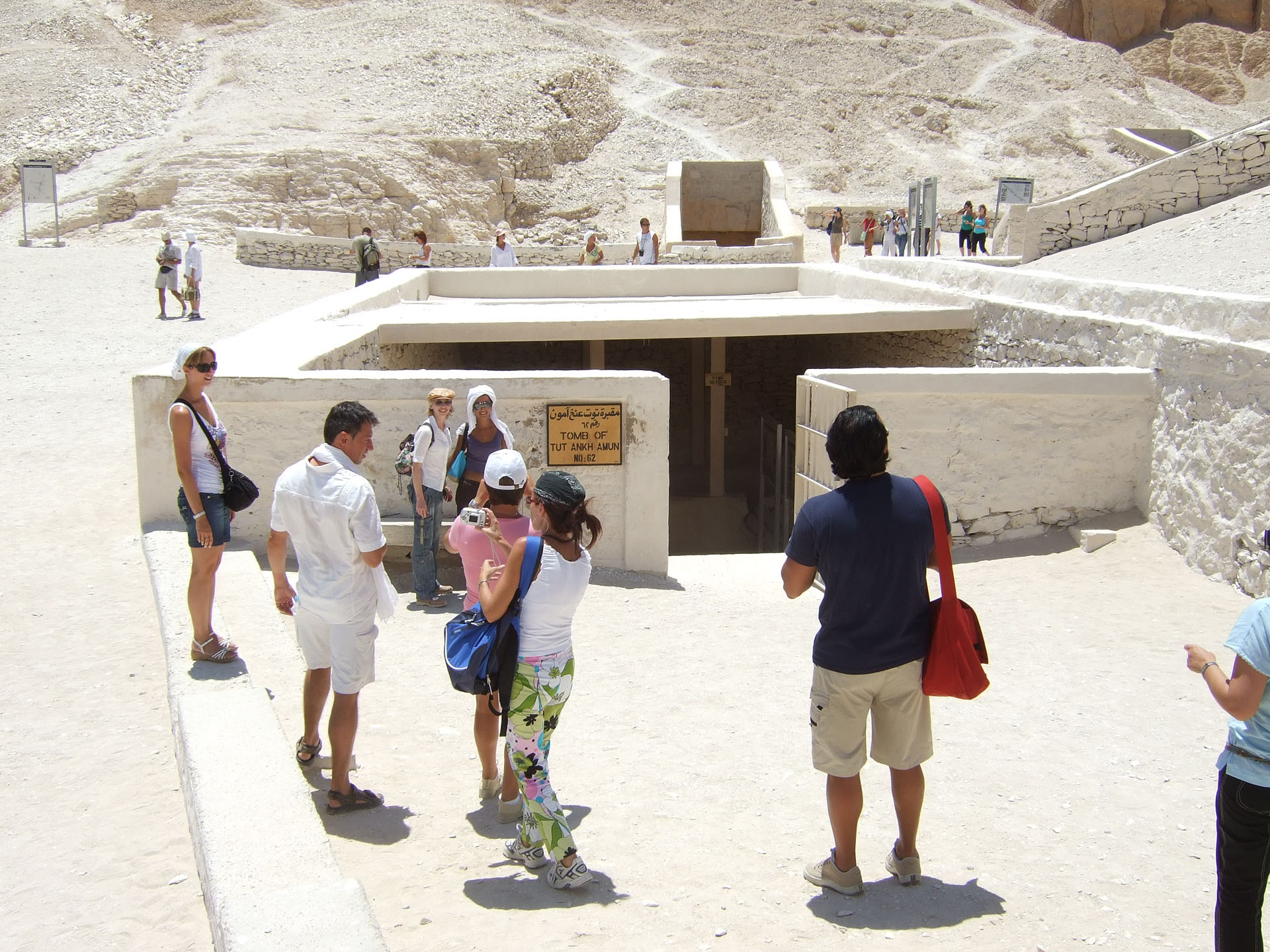
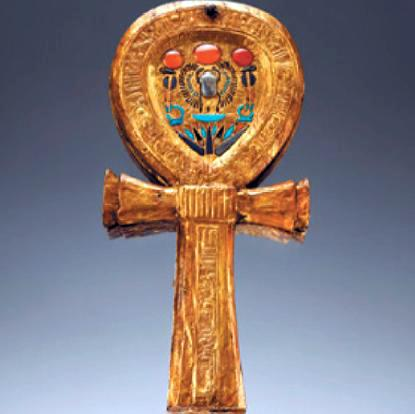
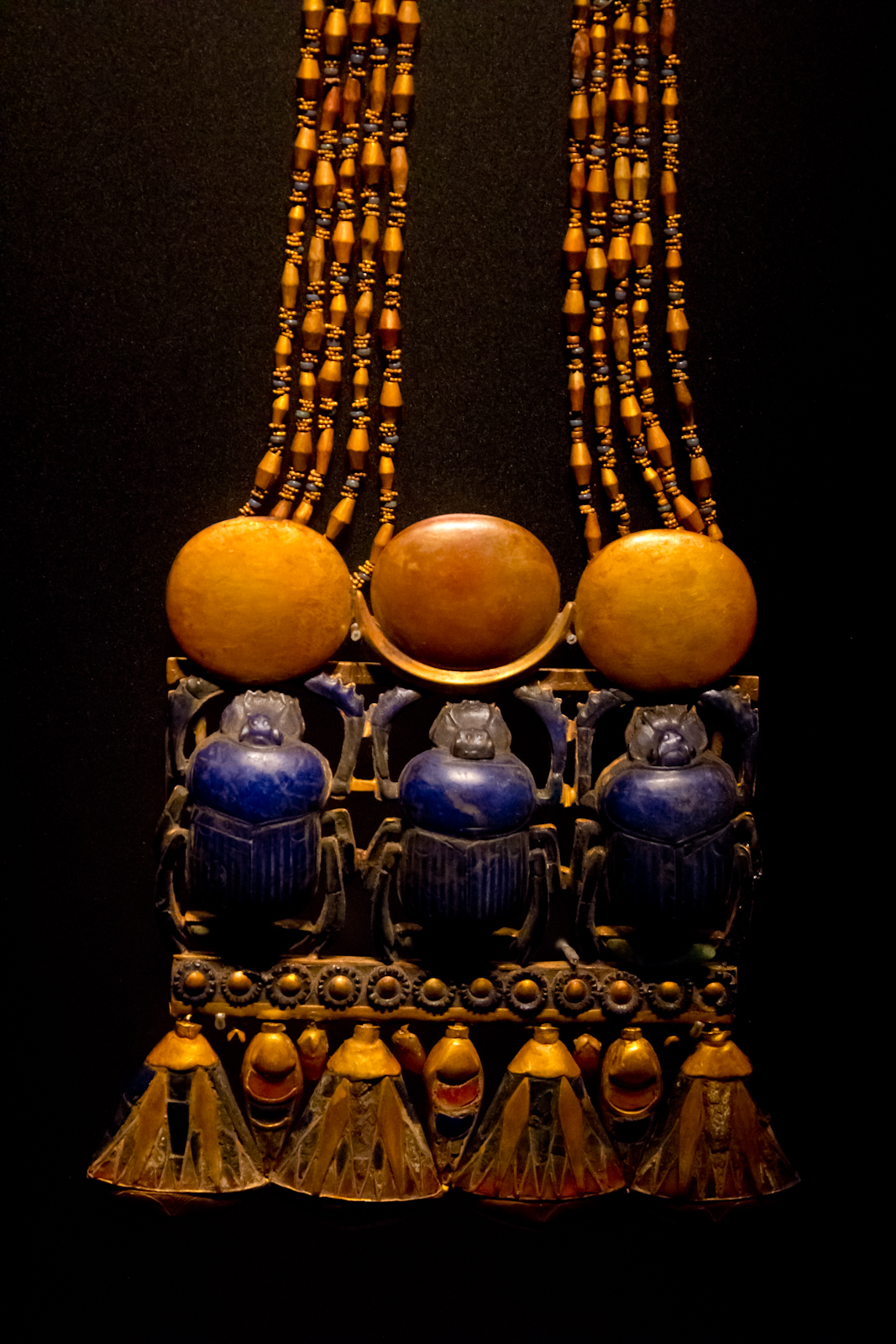
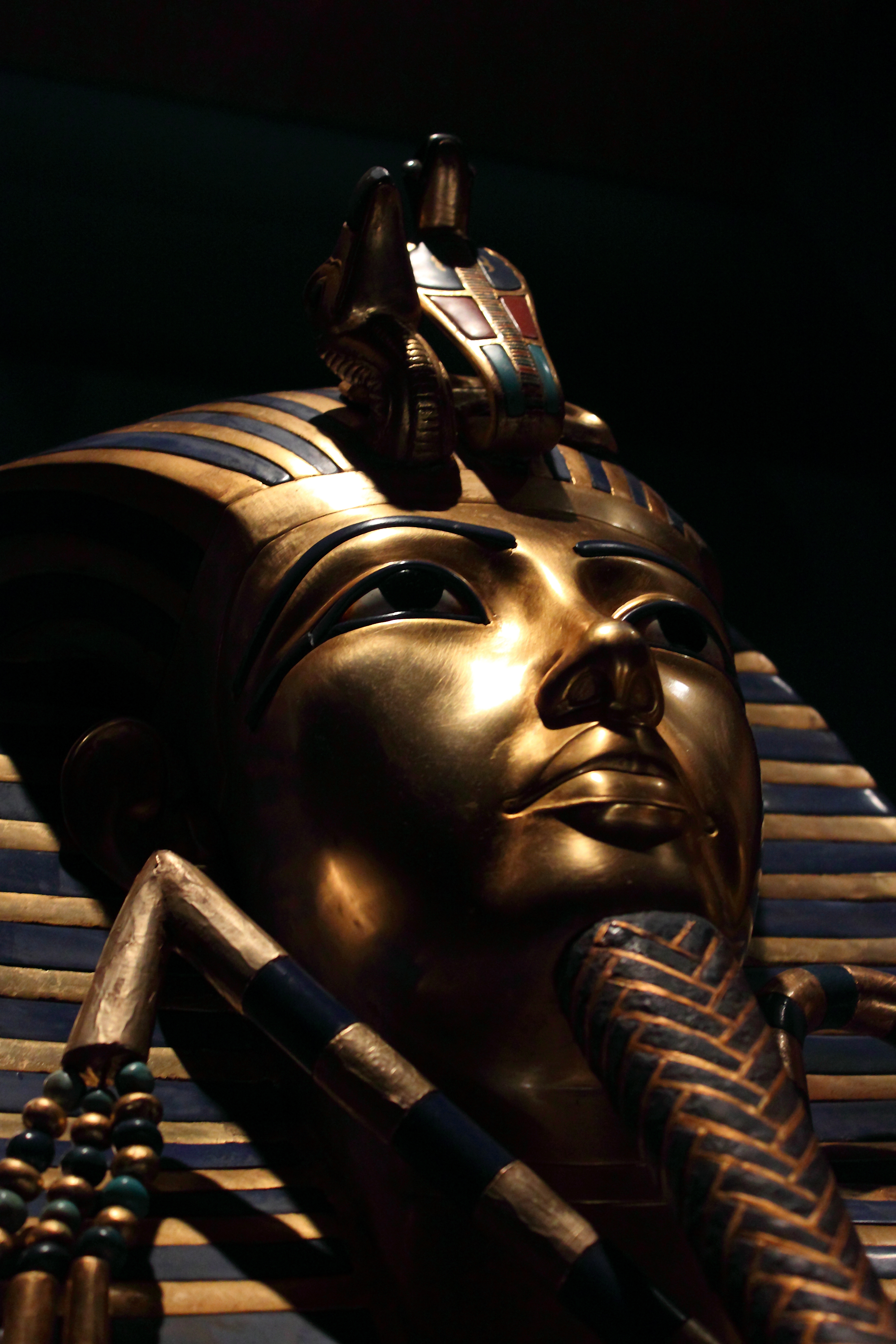
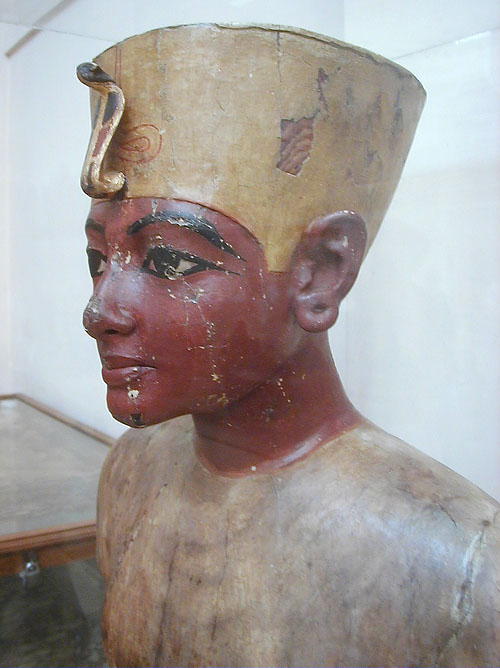
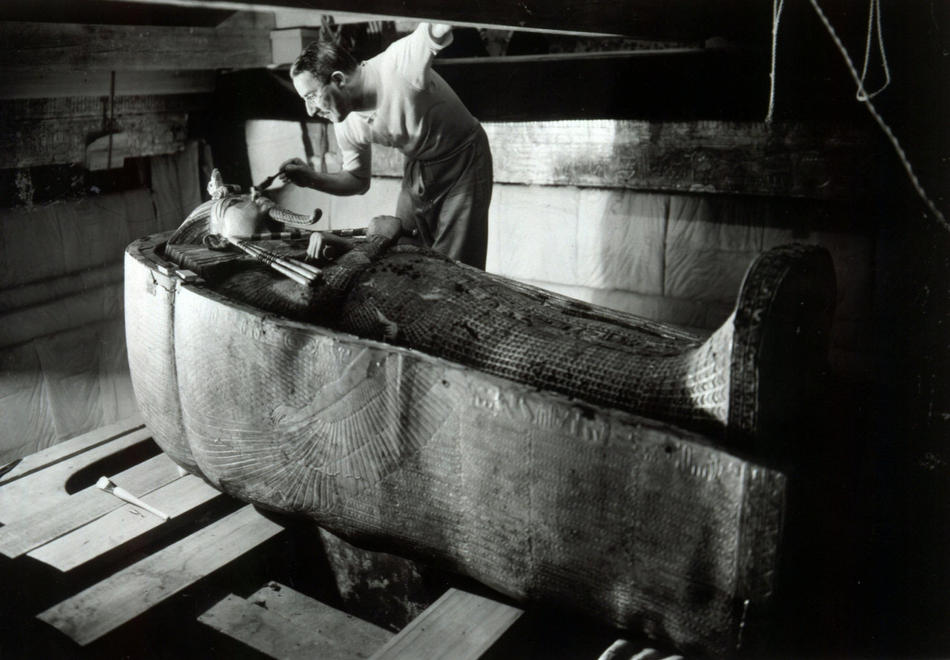
هوارد كارتر يقوم بمعاينة التابوت
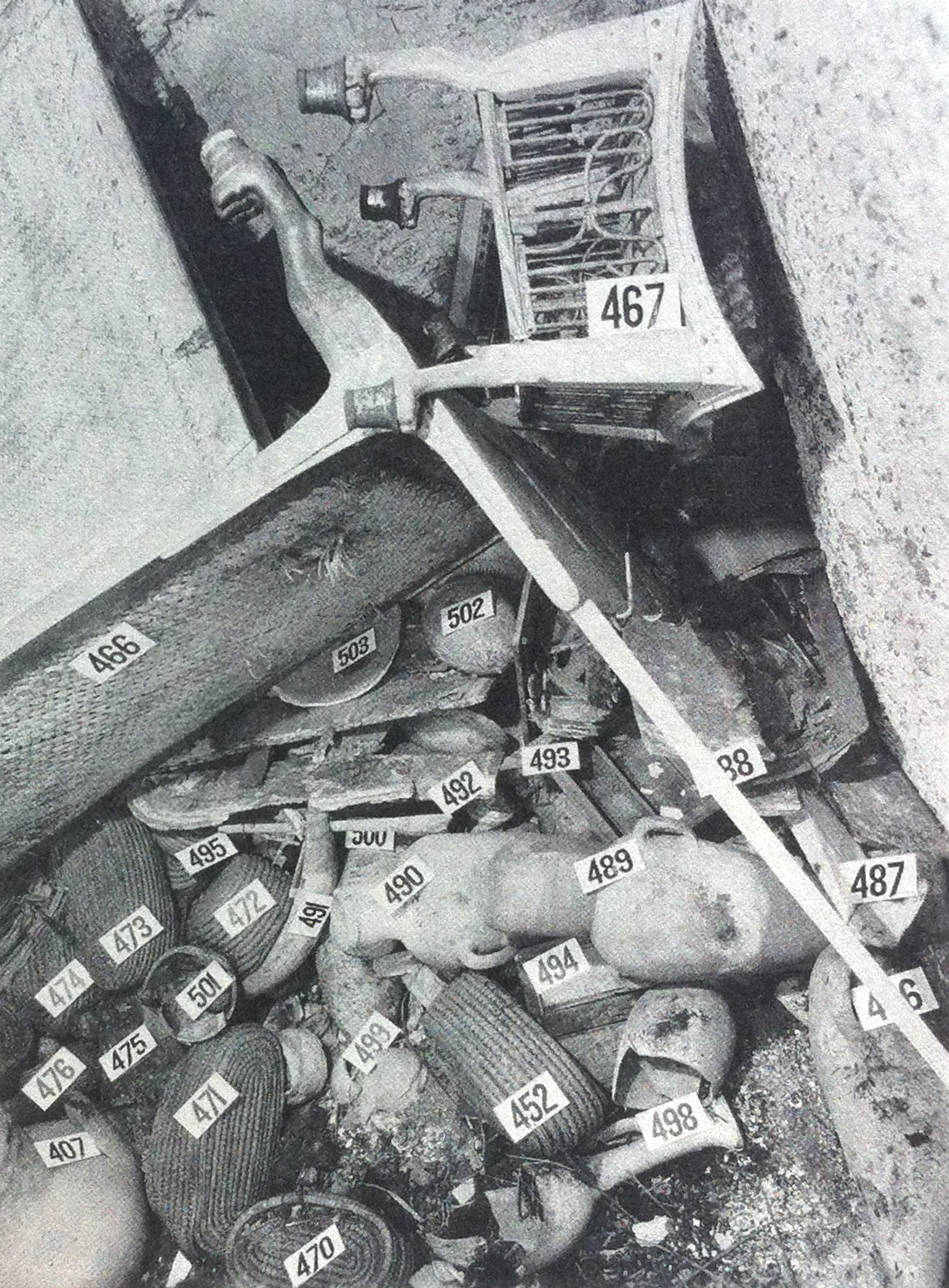
محتويات إحدى الغرف الخاصة بالمقبرة
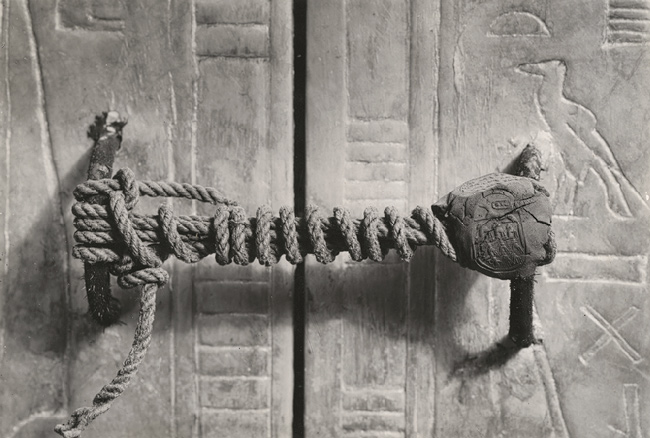
القفل الخاص بالمقبرة
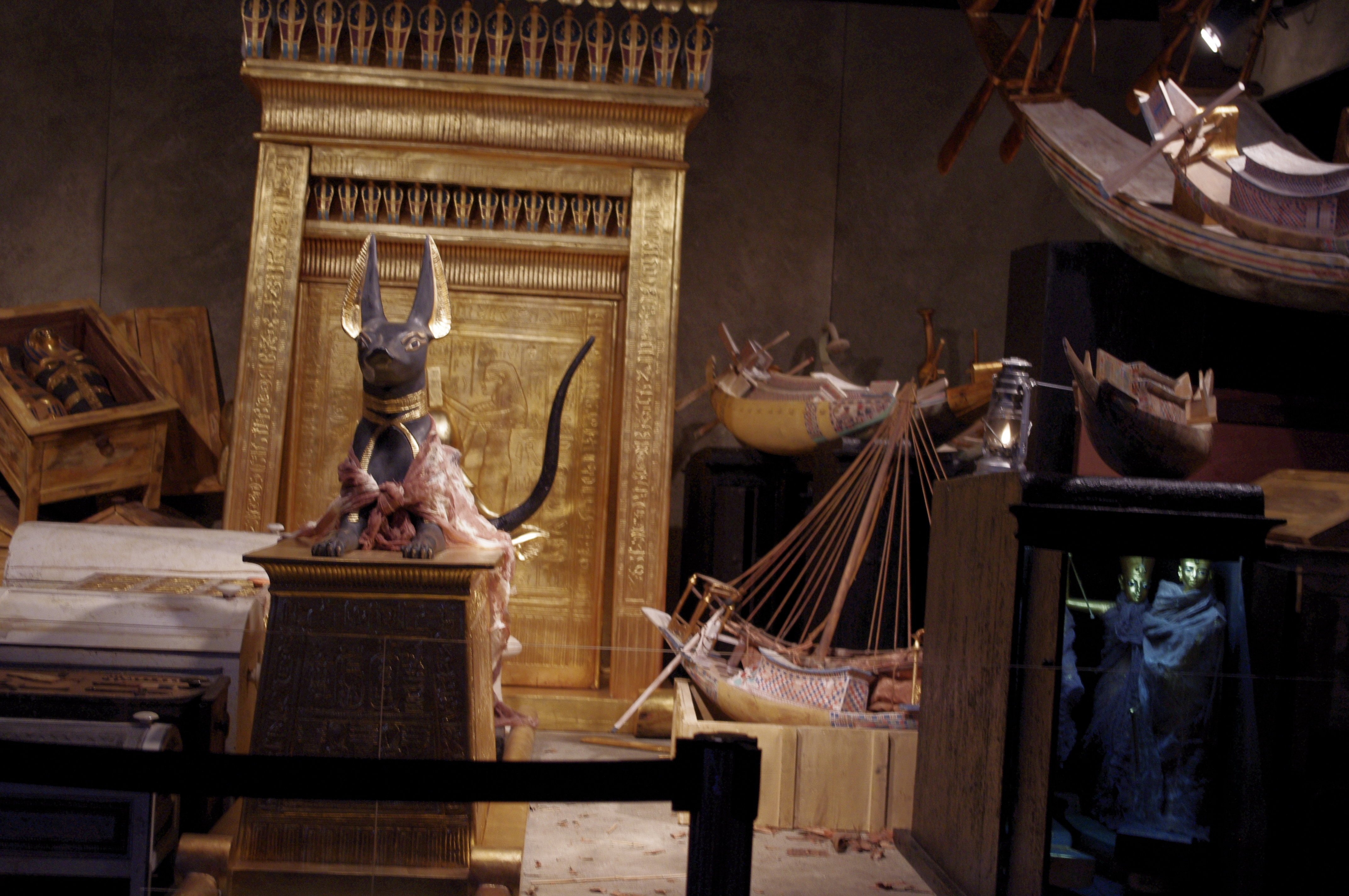
محتويات إحدى الغرف الخاصة بالمقبرة
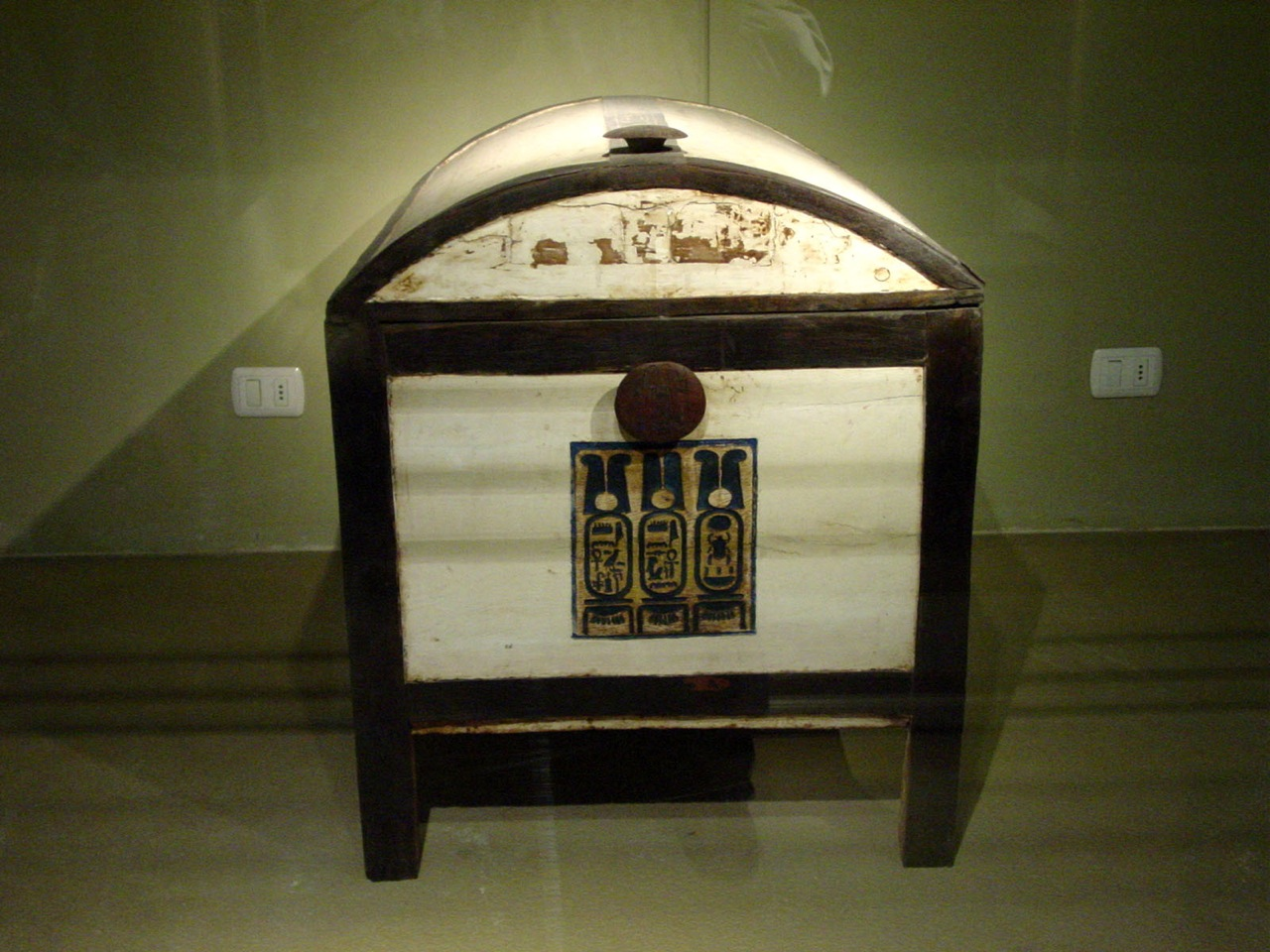
صندوق لتوت عنخ آمون
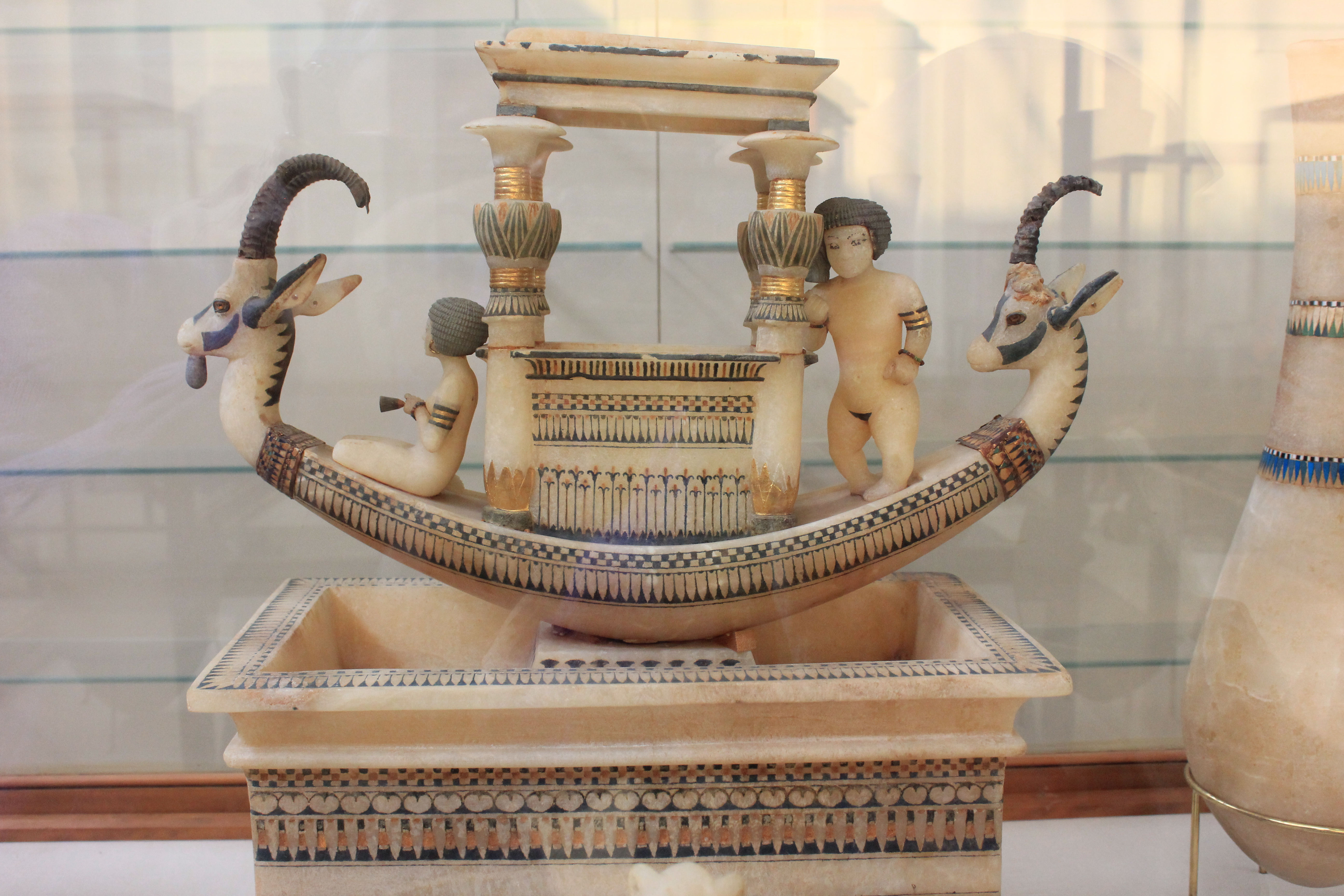
حوض من الألباستر يعلوه مركب بداخله مقصورة، مقدمة ومؤخرة المركب على هيئة الوعل، الدولة الحديثة، توت عنخ آمون، 1336- 1327 ق.م.
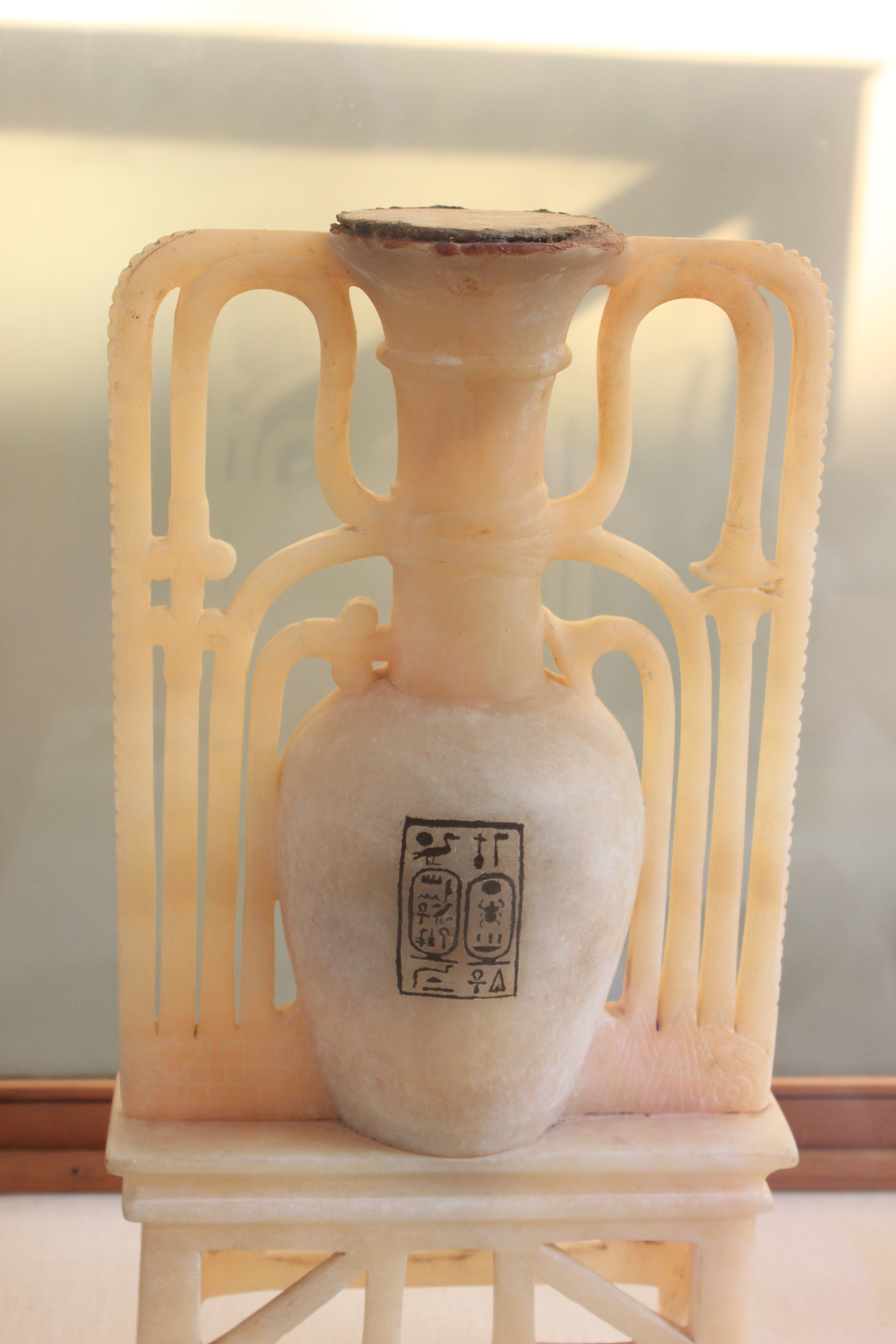
زهرية للدهان والمراهم على طالوة ذات تعريشة، الدولة الحديثة، توت عنخ آمون، 1336- 1327 ق.م.

## موقع مقبرة توت عنخ أمون في وادي الملوك
تجد مقبرة توت عنخ أمون (KV62) في وسط المنطقة.
(ملحوظة: إذا وجدت أرقام المقابر اليسارية خارج الخريطة، فيجب تعديل حجم الخريطة بالضغط على Strg + (+) أو Strg + (-). بذلك تصحح مواقع المقابر.)

## مطبوعات
- The Discovery of the Tomb of Tutankhamen, by Howard Carter, Arthur C. Mace.
- The Complete Tutankhamun: The King, the Tomb, the Royal Treasure, by C. N. Reeves, Nicholas Reeves, Richard H. Wilkinson.
- Reeves, N & Wilkinson, R.H. The Complete Valley of the Kings, 1996, Thames and Hudson, London
- Siliotti, A. Guide to the Valley of the Kings and to the Theban Necropolises and Temples, 1996, A.A. Gaddis, Cairo

## اقرأ أيضا
- طقوس فتح الفم
- توت عنخ آمون
- قناع توت عنخ آمون
- مقبرة 320 طيبة

## وصلات خارجية
- مشروع تخطيط طيبة: مقبرة 62 - يضم وصفا وصورا وخرائط للمقبرة.
- صور للمقبرة من The Howard Carter Archives معهد جريفيث
- توت عنخ أمون: تحليل الاستكشاف معهد جريفيث